# Norrköping

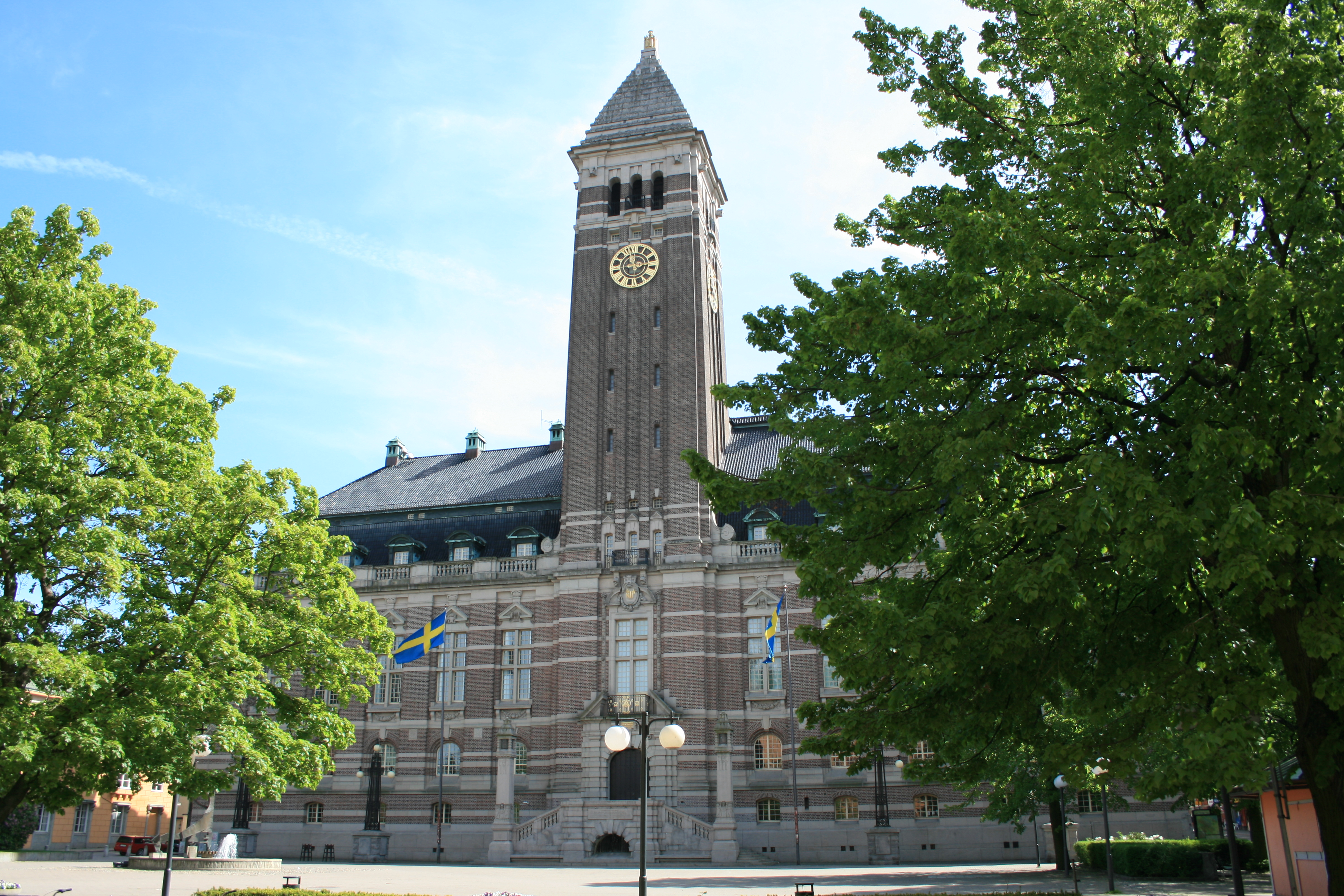
Das Rathaus von Norrköping

Norrköping (Ausspracheⓘ, [ˈnɔrɕøːpiŋ]) ist eine Stadt in der schwedischen Provinz Östergötlands län und der historischen Provinz Östergötland. Die Stadt ist Hauptort der gleichnamigen Gemeinde und hat knapp 98.000 Einwohner (Stand 2023).

## Geographie
Norrköping liegt an der Ostseeküste, unweit der Bucht Bråviken. Die Stadt wird vom Motala ström, dem wasserreichen Abfluss des Vättern, durchflossen, der hier nur Strömmen genannt wird. In der Stadt selbst bildet der Fluss, über den mehrere Brücken führen, bedeutende Wasserfälle und Stromschnellen, da er im Stadtgebiet einen Höhenunterschied von 22 Metern bewältigt. Die Stadt liegt auf Sedimenten, die sich über dem alten skandinavischen Felssockel des Baltischen Schildes gebildet haben. Im Norden, Osten und Westen der Siedlung breiten sich landwirtschaftliche Nutzflächen aus, während im Süden noch größere Waldflächen vorhanden sind.
|                       | Jan  | Feb  | Mär  | Apr  | Mai  | Jun  | Jul  | Aug  | Sep  | Okt  | Nov  | Dez  |   |       |
| Mittl. Tagesmax. (°C) | 1,3  | 1,8  | 5,5  | 11,5 | 16,8 | 20,6 | 23,0 | 22,0 | 17,0 | 10,7 | 5,5  | 2,5  | ⌀ | 11,6  |
| Mittl. Tagesmin. (°C) | −3,8 | −4,1 | −2,1 | 1,3  | 5,7  | 10,1 | 12,8 | 12,2 | 8,5  | 4,2  | 0,9  | −2,3 | ⌀ | 3,7   |
|                       |      |      |      |      |      |      |      |      |      |      |      |      |   |       |
| Niederschlag (mm)     | 33,3 | 29,5 | 27,2 | 30,1 | 40,9 | 60,0 | 65,4 | 61,1 | 49,3 | 50,6 | 46,5 | 42,2 | Σ | 536,1 |
|                       |      |      |      |      |      |      |      |      |      |      |      |      |   |       |
| Regentage (d)         | 15,1 | 13,1 | 12,7 | 11,3 | 12,9 | 14,1 | 13,7 | 14,5 | 12,7 | 15,6 | 16,3 | 16,9 | Σ | 168,9 |

| −3,8 |

| −4,1 |

| −2,1 |

| 1,3 |

| 5,7 |

| 10,1 |

| 12,8 |

| 12,2 |

| 8,5 |

| 4,2 |

| 0,9 |

| −2,3 |

| −3,8 |

| −4,1 |

| −2,1 |

| 1,3 |

| 5,7 |

| 10,1 |

| 12,8 |

| 12,2 |

| 8,5 |

| 4,2 |

| 0,9 |

| −2,3 |

## Geschichte

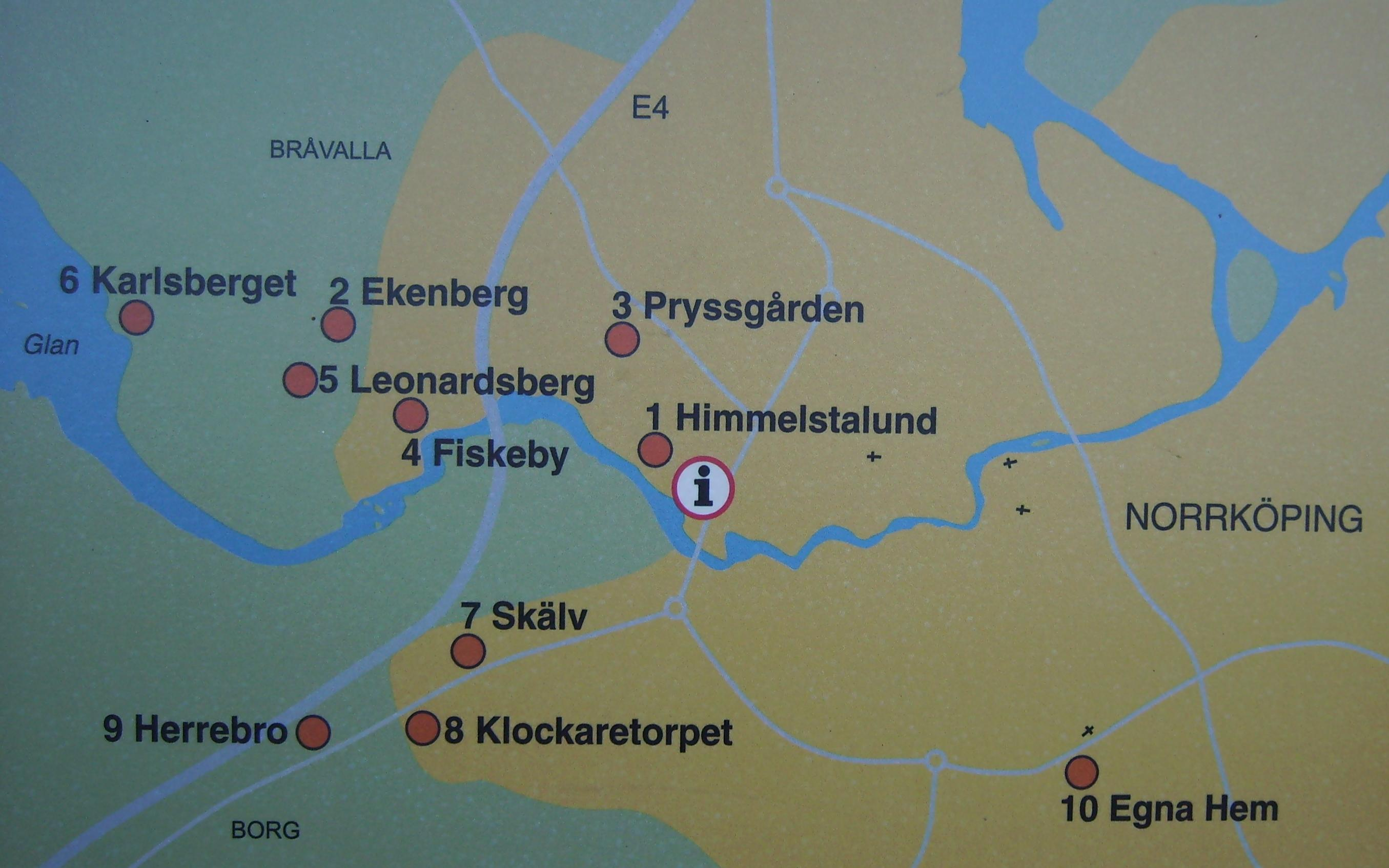
Felsbilderplätze von Norrköping

Ur- und frühgeschichtliche Spuren finden sich im westlich gelegenen Herrebro.
Der Name des Ortes bezieht sich sehr wahrscheinlich auf seine Lage nördlich (norr) in Bezug auf einen Platz, der heute jedoch nicht mehr identifiziert werden kann. Analog dazu erhielt Söderköping seinen Namen durch die südlichere (söder) Lage. Es wird vermutet, dass es sich um einen Gerichtsplatz handelte. Köping ist die schwedische Bezeichnung für eine Minderstadt. Norrköping wurde erstmals zu Ende des 12. Jahrhunderts erwähnt, erhielt aber erst Anfang des 17. Jahrhunderts einige Bedeutung durch die Fabriken des aus Belgien eingewanderten Louis De Geer. So verdoppelte sich die Einwohnerzahl zwischen 1730 und 1770.
In der Stadt wurden mehrere schwedische Reichstage abgehalten. Bedeutend waren der von 1604, als Karl IX. die Königskrone empfing und der von 1800, als Gustav IV. Adolf nebst seiner Gemahlin gekrönt wurde.

### Mittelalter
Es ist nicht genau datierbar, wann Norrköping gegründet wurde, doch erscheint eine Gründung im frühen Mittelalter als wahrscheinlich. Die Menschen begannen am breiten Fluss zu siedeln, der östlich in den Bråviken mündet, und nutzten das Wasser und die Wasserkraft für Mühlen und Fischfang. Wikingerzeitliche Spuren finden sich im Runenstein von Styrstad.
Die erste Brücke, die über den Motala ström gebaut wurde, entstand an der Stelle, wo der Fluss eine tiefe und schmale Furche durchfloss. Hier liegt heute die Brücke Gamlabro und es wird angenommen, dass sich an gleicher Stelle auch eine Wikingerburg, Knäppingsborg, befand. In der Nähe der Brücke entstand ein Marktplatz, heute Gamla torget („Alter Markt“), und etwas oberhalb eine einfache Holzkirche, die Johannes dem Täufer geweiht war. Später errichtete man eine weitere Kirche, die dem Heiligen Olav geweiht war. Sie soll in einer Bulle des Papstes aus dem 12. Jahrhundert erwähnt worden sein, in der sie als dem Kloster Askeby zugehörig erwähnt wurde, das bereits die Rechte zum Fischfang in Norrköping besessen haben soll. Wie die anderen Kirchen im Stadtgebiet, die dem Heiligen Olav geweiht waren, wurde sie in späterer Zeit durch die Sankt-Olai-Kirche (Sankt Olai kyrka) ersetzt. Als Königin Sofia ihre Lachsfangrechte 1283 an das Kloster St. Martin in Skänninge schenkte, wurde Norrköping als Norkøponge in der Urkunde erwähnt.
Über Jahrhunderte war der Lachsfang im Motala ström von Bedeutung, doch hatte sich der König bereits die besten Angelplätze sichern lassen. Diese lagen auf den ehemaligen Inseln Laxholmen und Kvarnholmen. Auch mehrere Klöster der Umgebung besaßen Fischfangrechte. Neben den bereits genannten waren dies u. a. noch die Klöster Vadstena, Varnhem und Vreta. Es wird angenommen, dass Norrköping die Stadtrechte zum ersten Mal zu Beginn des 14. Jahrhunderts erhielt. Unklar ist jedoch, wer die Stadtrechte verlieh. Dagegen existiert ein Dokument vom 7. April 1384, in dem Albrecht von Mecklenburg diese Rechte bekräftigt.
1404 reiste Königin Margrete I. nach Norrköping, um das Erbe von Schwedens größtem damaligen Grundbesitzer Bo Jonsson Grip aufzuteilen. Eine der Burgen in Jonssons Besitz, auf die sie es abgesehen hatte, war Ringstaholm auf einer Insel im Motala ström westlich der Stadt. Margrete konnte sich durchsetzen und die Burg fiel an die Krone. Während des Engelbrekt-Aufstandes wurde die Burg 1434 von Bauern belagert. Auf der Burg befand sich der von den Aufständischen gehasste Vogt Henrik Styke, der gezwungen wurde, die Burg aufzugeben. Nachdem die Burg zurückerobert wurde, belagerten aufständische Bauern sie erneut im November 1469. Auch diesmal ergab sich der Befehlshaber Bård Munk und noch im selben Jahr wurde Ringstaholm niedergebrannt.
Wie von der Burg existiert vom mittelalterlichen Norrköping oberirdisch heute nichts mehr, da alles Bränden zum Opfer fiel.

### 16. Jahrhundert

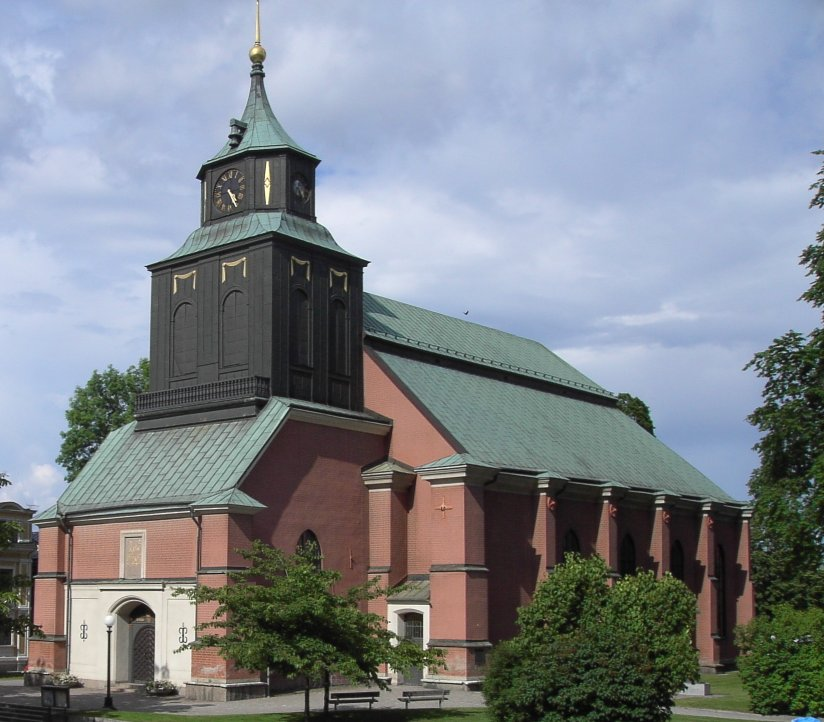
Hedvigs kyrka am deutschen Markt

König Gustav I. Wasa reiste oft durch Norrköping im Zusammenhang mit Besuchen auf Schloss Stegeborg nahe der Bucht Slätbaken. Er ließ in der Stadt ein königliches Vorratsmagazin anlegen, wo heute die Hedvigskirche steht. Außerdem zog er alle kirchlichen Fischereirechte im Motala ström ein. Die Rolle des Ortes als Exporthafen wuchs in dieser Zeit mit der Bedeutung der Bergbaugebiete in Östergötland.
1567 tobte der Dreikronenkrieg rund um Norrköping und die Stadt wurde zum Schauplatz einer Schlacht zwischen Schweden und Dänen. Die Dänen, angeführt von Daniel Rantzau, drangen von Schonen und Småland kommend immer weiter nach Norden vor. Nach ihrem Einfall in Östergötland konnte die schwedische Armee südlich von Norrköping ein Lager errichten und beschloss, die Dänen an der Brücke Gamlabro zu stoppen. Am 3. Dezember erreichte die dänische Armee Norrköping. Die schwedische Armee hatte bereits die südlich des Strömmen gelegenen Häuser niedergebrannt und erwartete das dänische Heer. Auf der anderen Seite des Ufers hatte man ein Haus errichtet, das von Schützen und Kanonen verteidigt wurde. Nach einigen kleinen Gefechten und einem Überraschungsangriff des schwedischen Heeres, der allerdings entdeckt und zurückgeschlagen wurde, zog sich das dänische Heer zurück.
Einige Zeit später zettelten die Brüder Johann und Karl einen Aufstand gegen König Erik XIV. an und erklärten den König für abgesetzt. Johann wurde als Johann III. der Nachfolger von Erik XIV. Er bot allen Bewohnern von Norrköping, die ein neues Haus aus Stein errichten, zwölf Jahre ohne Steuern an. Sein Ziel war ein Stadtplan mit geraden Straßen und rechteckigen Quartieren. Im Jahre 1581 errichtete Johann III. ein Schloss in der Stadt, Norrköpingshus, von dem es allerdings keine Bilder gibt. Überlieferungen zufolge soll es sich um einen plumpen Bau mit etwa 300 Fenstern, zwei Türmen samt Portal und einem Wallgraben gehandelt haben. Das Schloss lag dort, wo heute Tyska torget (der „deutsche Markt“) liegt; der dazugehörige Garten (Trädgården) erstreckte sich entlang der heutigen Trädgårdsgatan.
Ab 1594 wurde das Schloss von Elisabet Wasa, einer von Gustav Wasas Töchtern, bewohnt. Sie war die Witwe von Christoph von Mecklenburg und zog in die Stadt mit einem Gefolge von etwa 1000 Menschen ein. Durch den Zuzug wuchs die Bevölkerung schlagartig. Das Leben am Hof war glanzvoll und lebhaft, nicht zuletzt, da die königlichen Verwandten in der näheren Umgebung wohnten. Herzog Karl wohnte in Nyköping, Johanns Gemahlin Gunilla Bielke auf Bråborg und weitere Verwandte in Vadstena und Stegeborg. Das Schloss in Stockholm stand zu dieser Zeit leer, da König Johan III. verstorben war und sein Nachfolger Sigismund III. Wasa es vorzog, in Polen zu residieren.
Im Herbst 1598 ging Sigismund mit einer polnischen Armee bei Stegeborg an Land und es dauerte nicht lange, bis er auf Herzog Karls Truppen stieß. Die Truppen des Herzogs landeten in der Klemme und einige hundert Verletzte wurden in Norrköpingshus, das jetzt als Lazarett verwendet wurde, behandelt. Die entscheidende Schlacht bei Stångebro fand etwas außerhalb von Linköping statt und wurde vom Heer des Herzogs Karl gewonnen, aus dem später König Karl IX. wurde.

### 17. Jahrhundert

#### Herzog Johann und Johannisborg

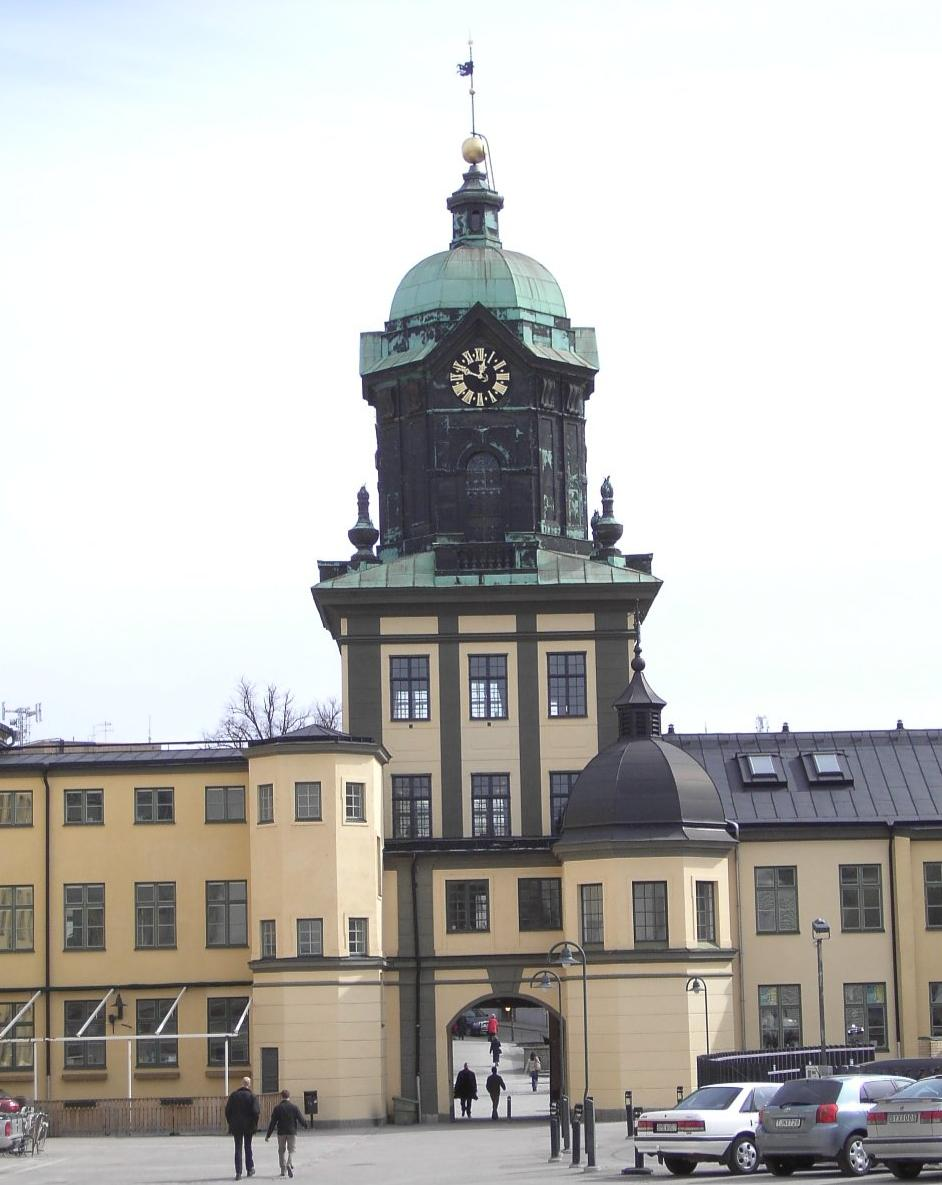
Der Holmenturm, abgeleitet von Holmens Bruk

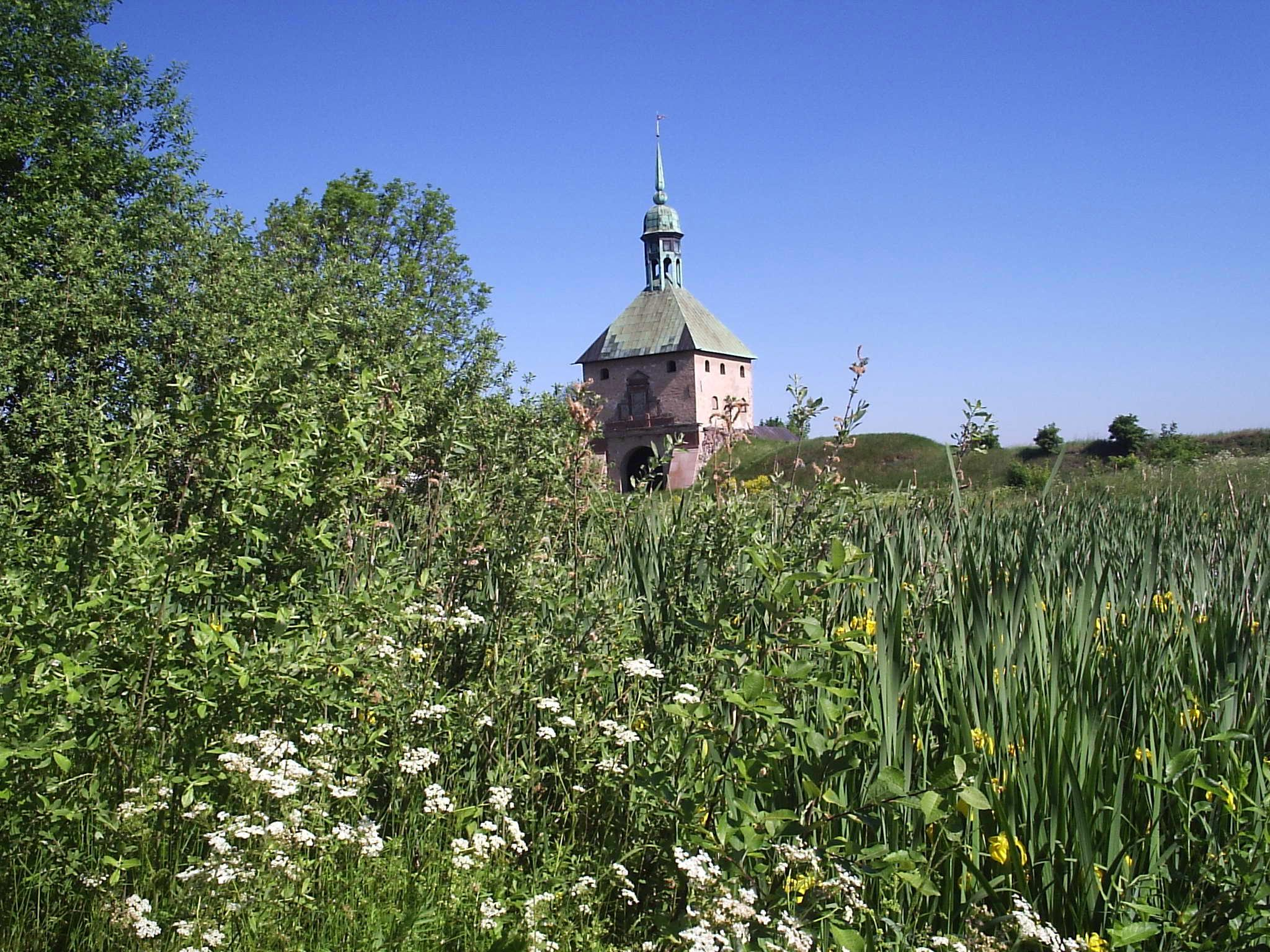
Schlossruine Johannisborg

Im Jahre 1604 sollte ein Reichstag in Norrköping abgehalten werden, wo die Erbschaftsfrage geklärt wurde. Dies bedeutete, dass Herzog Karl König wurde und Sigismund abgesetzt wurde. Karls Neffe Johann wurde zum Herzog von Östergötland ernannt, doch war dieser erst 14 Jahre alt. Außerdem brannte Norrköpingshus, wo der Reichstag abgehalten werden sollte, wenige Tage vor der Zusammenkunft nieder.
Fünf Jahre später, 1609, war Johann erwachsen genug und nahm die Rolle eines unabhängigen Fürsten ein. Er hatte großes mit der Stadt vor, wollte sie ausbauen und einen komplett neuen Stadtteil nördlich des Flusses anlegen. Johann versuchte die Leute mit zwölf Jahren Steuerfreiheit und weiteren Vorteilen in seine Stadt zu locken. Er rief deutsche Handwerker nach Norrköping, um eine Waffenfabrik auf Kvarnholmen zu bauen, und legte damit den Grundstein für die spätere Holmens Bruk, die erste Industrie in der Stadt.
Am 3. Mai 1613 begann man mit dem Bau eines neuen Schlosses nördlich des Flusses. Es bekam den Namen Schloss Johannisborg und zeitweise waren über 700 Knechte mit dem Bau beschäftigt. Architekt war Hans Fleming und 1618 war der Bau soweit fertiggestellt, dass die Hofverwaltung einziehen konnte. Kurze Zeit später verstarb Herzog Johann im März 1618 und sechs Monate später auch seine Frau Maria Elisabeth. Somit war die Zeit Östergötlands als Herzogtum erloschen. Bald wurde deutlich, dass der Herzog über seine Verhältnisse gelebt hatte und bei Kaufleuten und am Hof große Schulden angehäuft hatte.
Der Tod des Herzogs zog negative Auswirkung für Norrköping nach sich. Die Hofverwaltung mit allen Angestellten wurde abgewickelt und die Lieferanten und Handwerker hatten keine Aufträge mehr. Norrköping hatte mittlerweile 2.000 Einwohner. Die Arbeiten am Schloss gingen trotz des Todes weiter, und 1639 konnte das Dach fertiggestellt werden. Richtig abgeschlossen wurden die Arbeiten allerdings nie, da sich das Fundament als nicht stabil genug erwies und ständige Reparaturen nötig waren.

#### Louis De Geer und die ersten Industrien
Im Gegensatz dazu wuchs die Bedeutung des produzierenden Gewerbes. Immer mehr Fuhrwerke steuerten die Stadt an, um die verschiedenen Produkte aus der Grube in Finspång und deren Umgebung zu laden. Auch König Gustav II. Adolf erkannte die Bedeutung einer eigenen Waffenproduktion und kam 1618 nach Finspång, um einen Vertrag über die Produktion von Kanonen bei Wellam de Besche zu unterschreiben.
Wellam De Besche leitete zwar die Arbeit in der Grube Finspång, aber in Wirklichkeit unterschrieb der König den Vertrag mit dessen Teilhaber Louis De Geer. Auf Kvarnholmen begann man nun mit der Herstellung von Waffen. Außerdem baute man eine Hammerschmiede, eine Gewehrfabrik und eine Messinghütte. Die ebenfalls neu errichtete Brauerei hatte das Alleinrecht auf die Belieferung der schwedischen Flotte mit Bier.
De Geer war 1627 nach Norrköping gekommen, obwohl der nächste Mann des Königs, Axel Oxenstierna, De Geer zum Umzug nach Stockholm überreden wollte. De Geer hatte sich jedoch schon für Norrköping entschieden. Er war sehr geschäftig und immer neue Betriebe, so u. a. eine Schiffswerft, eine Seilerei, eine Papiermühle und eine Kleiderfabrik, kamen hinzu. Die Messingfabrik entwickelte sich zur größten in Schweden. De Geer ließ auch im Ausland Arbeitskräfte anwerben. So kamen z. B. Wallonen aus den Ardennen im heutigen Belgien nach Norrköping. Die internationale Ausrichtung der Stadt prägte die Charakter Norrköpings in den 1630ern. Um 1650 war Norrköping nach Stockholm die zweitgrößte Stadt Schwedens mit etwa 6000 Einwohnern.

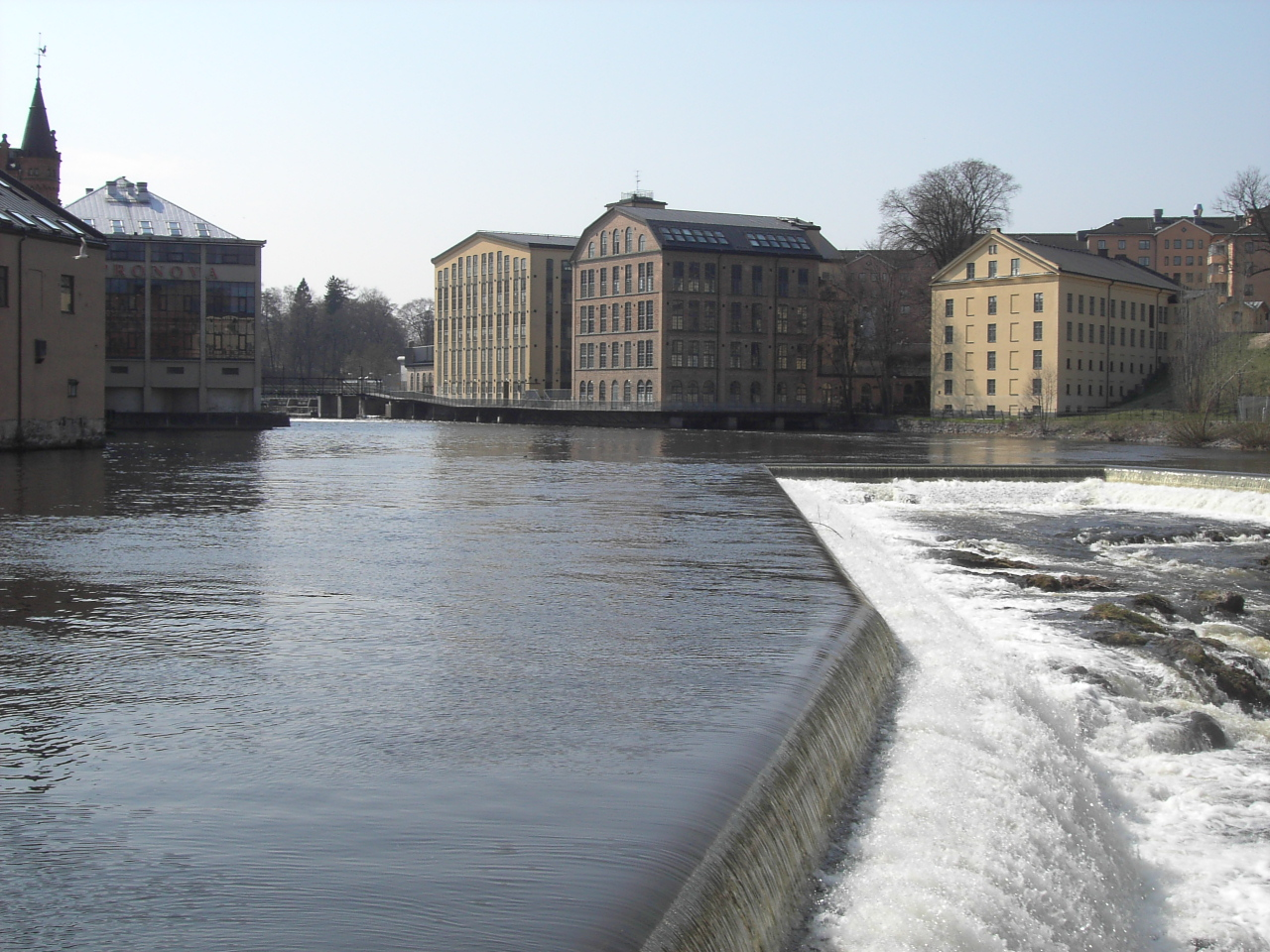
Ehemalige Fabriken Gryt (links) und Drag (hinten rechts)

1627 kaufte Petter Speet die Mühle Drags, Drags kvarn und ließ auf dem Gelände eine Kleiderfabrik anlegen. Diese hatte schon von Anfang an große Aufträge für Stoffe für Uniformen der schwedischen Flotte erhalten. Über 300 Jahre sollte die Fabrik eine wichtige Rolle als die größte Industrie der Stadt spielen.
Am 29. Juli 1655 brannte die Stadt und fast alles südlich des Flusses wurde zerstört. Die Entwicklung der Stadt stagnierte, doch konnten sich die größten Industrien vom Brand erholen. Die Textilindustrie war jetzt diejenige, die am meisten wuchs. Das größte Unternehmen war zu dieser Zeit Drags, auch wenn sich Petter Speet zurückgezogen hatte. Sein Nachfolger, Abel Becker, war ein Deutscher aus Lübeck, der in der Stadt bereits 16 Mühlen besaß.
Als Königin Christina 1654 auf den Thron verzichtete, erhielt sie Norrköping als Länderei, die sie unterstützen sollte. Bei einem Besuch in Schweden im Zusammenhang mit dem Tod Karl X. Gustavs 1660, kam sie 1661 mit großem Gefolge in die Stadt an und forderte mehr Geld und Unterstützung von der Regierung in Stockholm. Sie ließ sich im ehemaligen Haus Louis De Geers nieder, zog sich aber anderthalb Jahre später wieder nach Rom zurück. Nach ihr wurden die beiden Straßen Drottninggatan und Kristinagatan sowie der Platz Kristinaplatsen benannt.
Nach dem Tod De Geers im Jahre 1652 hatten seine Werkstätten verschiedene Eigner, bis sie schließlich 1666 vom niederländischen Geschäftsmann Jakob Reenstierna d. Ä. übernommen wurde. Reenstierna erweiterte die Betriebe um eine Gewandfabrik und eine Scherenschleiferei. Die Produkte wurden in Europas größten Handelsstädten durch Handelsvertreter vertrieben, überwiegend durch das Handelshaus Jean & David in Amsterdam. Der Export von Messing wurde jedoch durch den Ausbruch des Französisch-Niederländischen Krieges im Jahre 1672 gebremst und eine Überflutung im Frühling 1677 zerstörte Dämme, Wasserräder und Gebäude auf Kvarnholmen. Der Tod Reenstiernas 1678 bedeutete das vorläufige Ende der großen Zeit der Stadt.

### 18. Jahrhundert

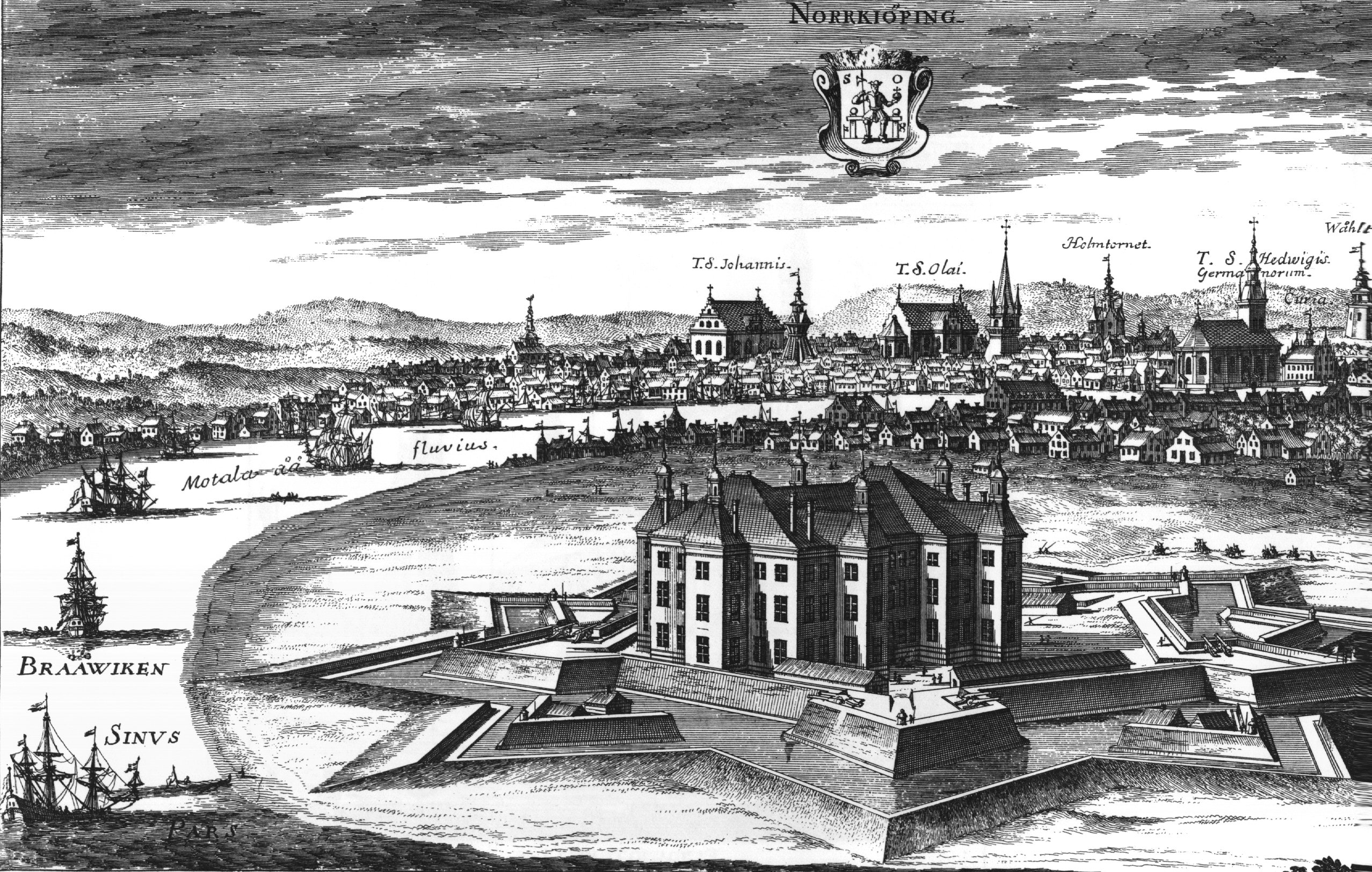
Norrköping mit Schloss Johannisborg vor dem Angriff der Russen 1719

Jakob Reenstierna hinterließ einen großen Schuldenberg. Sein Sohn Abel konnte die Anlagen erst 1689 mit Hilfe einer größeren Anleihe bei der Reichsbank übernehmen. Mit Hilfe weiterer Anleihen wollte er eine Monopolstellung in der europäischen Messingproduktion erzielen, doch dieses Unternehmen schlug fehl und so führte die Bank ab 1704 den Betrieb der Werkstätten weiter. Der Abgang Reenstiernas war der Beginn einer 36-jährigen Periode von Schwierigkeiten für Holmens Bruk.
1719 befand sich Schweden im Krieg mit Russland. Die Flotte des Zaren bereitete einen Angriff auf Stockholm vor, wo sich der Hauptteil der schwedischen Armee befand, doch dann teilten sich die russischen Verbände und die südlichen Einheiten brandschatzten in Södertälje, Trosa und Nyköping. Am 30. Juli liefen 394 russische Schiffe in den Motala ström ein. Die wenigen schwedischen Soldaten, die in Norrköping stationiert waren, konnten die russischen Truppen nicht daran hindern, die Stadt bis zum 3. August niederzubrennen. Außerdem nahmen die Angreifer aus den Metallwerkstätten 100 Schiffspfund (etwa 17 Tonnen) Messing und 282 Schiffspfund Kupfer mit.
1720 beschloss die schwedische Regierung eine zwanzigjährige Steuerfreiheit für die Stadt, deren Wiederaufbau langsam begann, so dass sie bald 2.600 Einwohner hatte. Treibende Wirtschaftszweige waren jetzt die Tabak- und Zuckerverarbeitung. Vor allem die Herstellung von Snus erlebte ab den 1750er-Jahren einen bedeutenden Aufschwung. 1751 kam Petter Swartz (aus Svartsången, Kroppa, Provinz Värmland) in die Stadt, der eine riesige Snusfabrik an der heutigen Gamla Rådstugugatan errichten ließ. Der Tabak wurde überwiegend direkt in Norrköping angebaut, zum Beispiel auf den Feldern um die Sankt-Johannes-Kirche, wo sich drei Tabakscheunen befanden. Das Snus wurde in ganz Schweden verkauft und es gab sieben verschiedene Sorten.
1739 verkaufte die Reichsbank die Messingwerkstätten an die Kaufleute Georg Spalding und Johan Forsberg. Nachdem die Anlagen zwischenzeitlich in Besitz von Johan Henrik Lefebure aus Stockholm waren, der die Herstellung von Fingerhüten einführte, gingen sie zu Beginn des Jahres 1778 an den nur 27-jährigen Elias Pasch. Anfänglich konnten alle Besitzer wirtschaftliche Erfolge erzielen, doch mit der französischen Revolution wurde es schwer, das notwendige Smithsonit zu importieren. Als auch noch die Exportrate von Messing sank, ging das Unternehmen 1793 in Konkurs. Die Konkursverwalter hatten es in diesen unruhigen Zeiten schwer, die Werkstätten zu verkaufen und wurden sie erst 1802 los.

#### Der Reichstag von 1769
Im April 1769 war es wieder Zeit für einen Reichstag in Norrköping, obwohl der König Adolf Friedrich seinen Unwillen darüber zum Ausdruck gebracht hatte. Wahrscheinlich fürchtete er, dass es für ihn und seine Familie eng und unbequem in der Stadt werde, da unter 7.500 Einwohnern 3.000 Gäste untergebracht werden sollten. Der König wurde an der Drottninggatan gegenüber dem Rathaus einquartiert und allein für den Hofstaat waren 179 Räume reserviert.
Die Priestergilde hatte ihr Domizil in der Sankt-Olai-Kirche, der Bauernstand im städtischen Hörsaal und der Bürgerstand im Rathaus. Als Plenarsaal diente die Hedvigskirche. Viele ausländische Gesandte waren anwesend und die russischen, englischen und dänischen Beamten verteilten große Summen an Bestechungsgeldern um der Partei der Mützen den Wahlsieg zu ermöglichen. Aber es half nichts, die Hutpartei gewann die Wahl.

### 19. Jahrhundert

#### Die jüdische Gemeinde

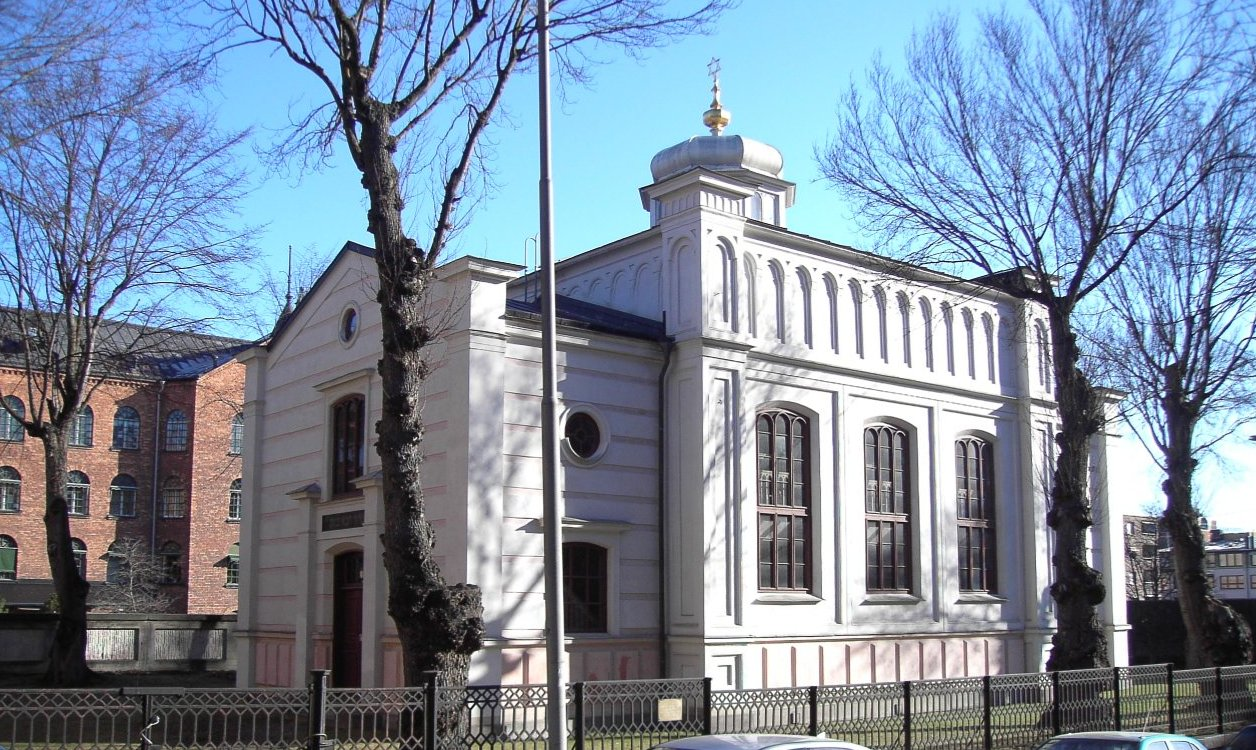
Die Synagoge von Norrköping

Die staatliche Behörde für Außenhandel (Kommerskollegium) erlaubte 1782 in einem Judengesetz (Judereglementet) in drei schwedischen Städten die Ansiedlung von Juden, und zwar in Stockholm, Göteborg und Norrköping. Schon wenige Tage nach Inkrafttreten des Regelwerks beantragte der Händler Jacob Marcus einen Schutzbrief beim Magistrat der Stadt und etablierte ein Großhandelsunternehmen. Ab 1790 befasste er sich mit dem Bedrucken von Baumwollstoffen. Ein weiterer früher Einwanderer war Philip Jeremias, der sich daran versuchte, Öl aus Raps- und Hanfsamen zu pressen. Seine Nachkommen gehörten unter dem Namen Philipsson zu den bekannten Wirtschaftsgrößen von Norrköping. Die dritte bedeutende jüdische Person dieser Zeit war Jacob Wahren, der um 1810 eine Kleidungsfabrik gründete.
Im Vergleich zu den anderen beiden Städten hatte die jüdische Bevölkerung in Norrköping immer eine geringe Anzahl. Die erste Synagoge war ein einfaches Gebäude, das 1796 errichtet wurde. Die heutige Synagoge entstand 1858 an der Bråddgatan. Ein jüdischer Friedhof wurde schon um 1780 angelegt. Nach dem Zweiten Weltkrieg nahm die Zahl der jüdischen Bürger in Norrköping ab und zum Ende der 1970er Jahre gab es hier weniger als zehn jüdische Männer im Alter über 13 Jahre für einen Minjan, wie er für einen jüdischen Gottesdienst notwendig ist.

#### Der Reichstag von 1800
Am 10. März 1800 begann ein Reichstag in Norrköping, zu dem Gustav IV. Adolf aufgerufen hatte. Die schwierige finanzielle Lage des Landes sollte diskutiert und der neue König gekrönt werden. Die Verhandlungen liefen kompliziert, da der Adel in vielen Punkten nicht mit dem König übereinstimmte. Ungeachtet dessen fand am 3. April 1800 die Krönungszeremonie statt. Die Wetterverhältnisse bei der Prozession durch die Stadt waren, mit böigem Wind und Regen, der später in Schnee überging, nicht gerade einladend. Die eigentliche Krönung erfolgte in der Sankt-Olai-Kirche.

#### Die Textilindustrie wächst

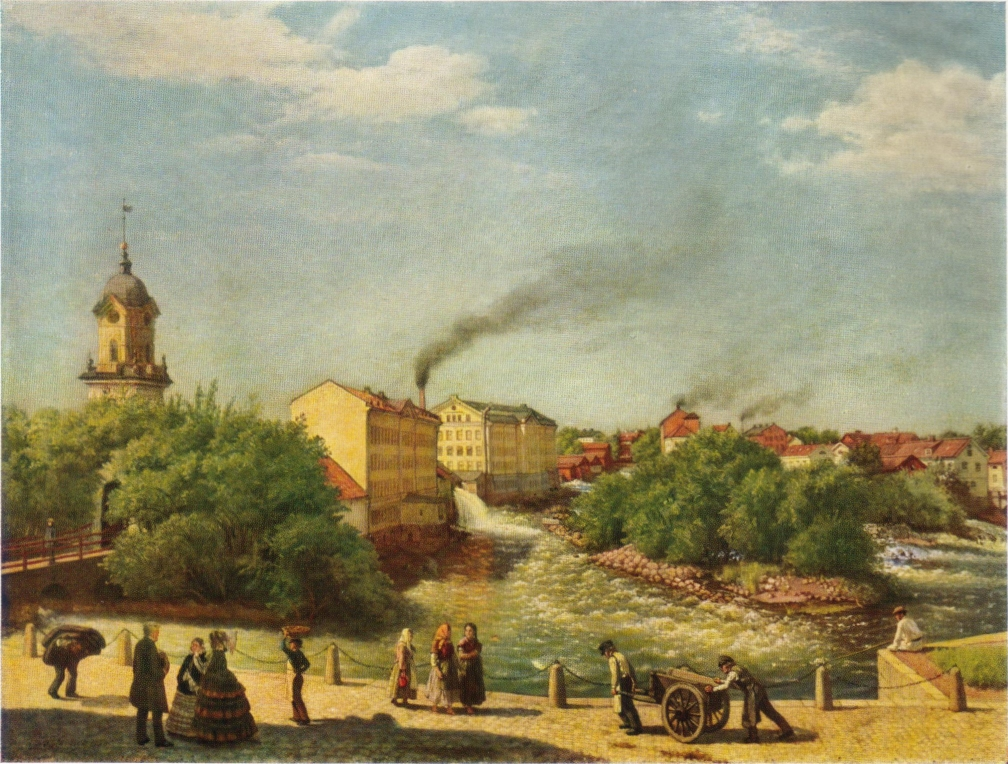
Ein zeitgenössisches Bild von 1858 zeigt Holmens Bruks & Fabriks AB.

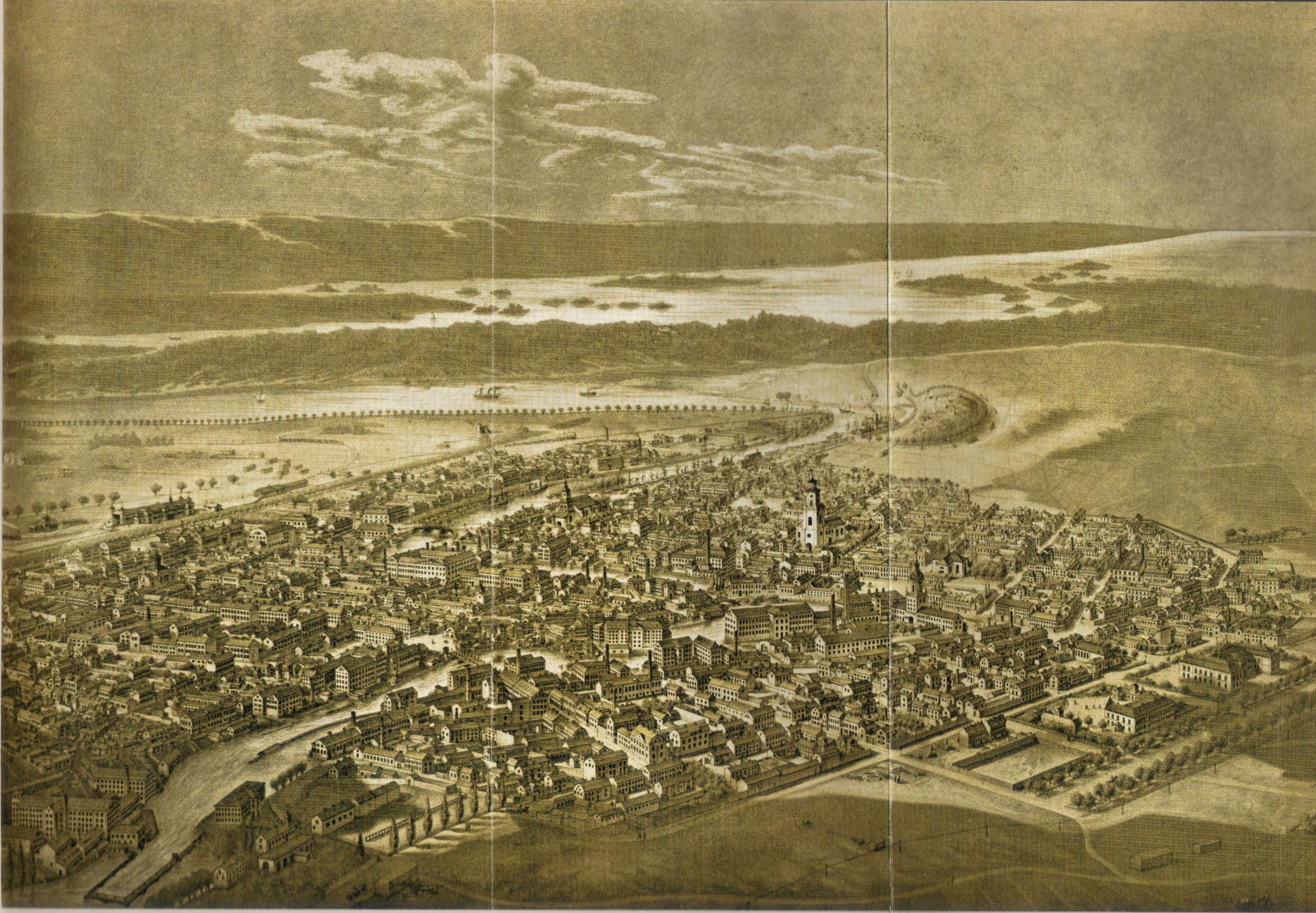
Norrköping besteht 1876 aus den Gebieten, die heute das Stadtzentrum darstellen. Lithografie von P. Laurentz Andersén

Zu Beginn des 19. Jahrhunderts starteten die Industriellen Lars Johan Söderberg und Janne Arosenius die Kleidungsfabrik Gryt, welche sich zur größten Anlage dieser Art in Schweden entwickelte. Beide Unternehmer waren technisch interessiert und rüsteten ihre Anlagen schon 1809 mit Spinnmaschinen aus, was die Produktion enorm steigerte. 1810 deckte Norrköping mit 15 größeren Textilunternehmen die Hälfte der schwedischen Kleidungsherstellung ab. Diese Entwicklung setzte sich fort, so dass 1840 2.800 Personen in 153 Fabriken arbeiteten, von denen 75 zur Textilbranche gehörten. Norrköpings wirtschaftliche Bedeutung für Schweden zu dieser Zeit zeigt sich auch darin, dass die Stadt 1870 mit 15 Prozent an der landesweiten Industrieproduktion noch vor Göteborg (10 %) lag.
1802 wurde bei Holmens Bruk mit der Herstellung von Papier aus Lumpen begonnen. Nach anfänglich mäßigem Erfolg konnte die Papierproduktion zwischen 1835 und 1840 verzehnfacht werden. Zwischenzeitlich war an gleicher Stelle eine Baumwollspinnerei entstanden und um die Produktion beider Industrien weiter zu steigern, bildete man 1854 die Aktiengesellschaft Holmen. Zur Demonstration ihrer Dominanz ließ die Aktiengesellschaft 1856 vom Architekten Carl Theodor Malm ein fünfgeschossiges Fabrikgebäude mit Gasbeleuchtung und Aufzügen errichten, was in jener Zeit neuartig war. Heute wird das Haus von der philosophischen Fakultät der Universität Linköping genutzt.
1822 gab es in Norrköping einen Großbrand, bei dem die südlichen und östlichen Stadtteile niederbrannten. 358 Häuser bzw. Gehöfte verschwanden und circa 3.500 Menschen wurden wohnungslos. Die Situation verdüsterte sich weiter, als 1826 der nächste Brand ausbrach, bei dem 17 Quartiere in der Umgebung der heutigen Kungsgatan den Flammen zum Opfer fielen und etwa 2.000 Personen obdachlos wurden. Daraufhin erfolgte ein Verbot von Holzhäusern in der Stadt.
Industriebetriebe die nicht mit der Textilbranche in Verbindung standen gab es nur sehr spärlich in der Stadt. Eine der wenigen Ausnahmen war das Druckereigewerbe. Von den zwei lithografischen Anstalten Schwedens dieser Zeit hatte die in Norrköping gelegene 160 Angestellte und jene in Malmö nur zwei. 1841 wurde an der Südseite des Motala ström mit dem Aufbau der Werft begonnen. Hier stellte man Schwedens erstes Dampfboot mit Propellerantrieb her und lieferte es an den russischen Zaren. Das Schiff erreichte eine Geschwindigkeit von zehn Knoten, was die lokale Presse als Weltrekord bezeichnete. Ab 1850 hatte die Werft 600 Angestellte, womit sie Schwedens größte Werftindustrie darstellte.
In den 1860er-Jahren ging die Nachfrage nach Kleidungsstücken zurück, so dass ein Drittel der Fabriken verschwand. Zehn Jahre später ging es dann schon wieder aufwärts, was vor allem auf eine verstärkte Mechanisierung und Rationalisierung zurückzuführen war. Da man viele Handwebstühle durch mechanische Webstühle ersetzte, stieg die Anzahl der Beschäftigten nur um 25 Prozent, während die Industrieproduktion um 50 Prozent zunahm. Im Vergleich mit anderen schwedischen Städten erfolgte der Boom in Norrköping jedoch weniger deutlich. Der landesweite Ausbau des Eisenbahnnetzes verlagerte den Export von Produkten in andere Häfen und die Nachfrage nach Textilien stieg nicht so stark wie die Nachfrage nach anderen Erzeugnissen.

#### Soziale Probleme

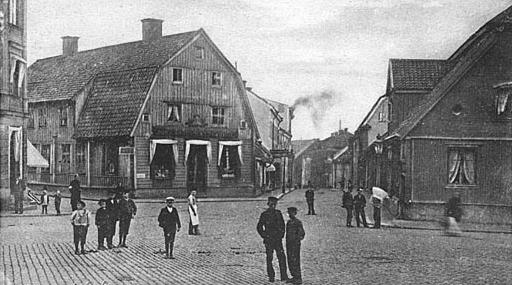
Ein Platz in Norrköping um 1902

Der industrielle Aufschwung führte zum Auftreten vorher nicht gekannter sozialer Probleme, wie z. B. das Wohnungsproblem. Die Wellen der starken Einwanderung dauerten aber immer nur wenige Jahre und diese Schwankungen machten das Baugeschäft riskant. Ein Bau der während der Hochkonjunktur begonnen wurde, konnte unter schlechten Bedingungen bei Niedrigkonjunktur fertig sein, so dass der Bauherr keine Abnehmer fand. Zwischen 1870 und 1904 gab es vier Perioden mit Hochkonjunktur. Aus dem Wohnungsproblem resultierte eine Überfüllung vieler Häuser, so dass einige Stadtteile den Charakter von Slums erhielten. Zu dieser Zeit bestanden 95 Prozent der Wohnungen Norrköpings aus einem Raum, mit oder ohne Küche.
Die Grenze zu den Vororten Östra Eneby und Borg war bald so undeutlich, dass man von einem zusammenhängenden Stadtgebiet sprechen konnte. Trotzdem fühlten sich die Amtsträger Norrköpings nicht verantwortlich für diese Gebiete und es wurde auch behauptet, dass diese Verantwortlichen nichts gegen die sozialen Missstände im Zentrum unternahmen, da sie hofften, dass die Menschen sich genötigt fühlen, vor die Stadtgrenze zu ziehen. Der Schulinspektor Norrköpings verglich die Häuser in den Arbeitervierteln Östra Enebys mit „elendigen Kojen“. Vier Fünftel der Bevölkerung Östra Enebys arbeiteten in Norrköping.
Die harten Arbeitsbedingungen zeigten sich zum Beispiel darin, dass die Arbeitszeit bei der Trikotagenfabrik Wiechel von 6 Uhr morgens bis 19 Uhr ging (sonnabends bis 18 Uhr). Kinderarbeit war üblich, der Anteil der Angestellten unter 18 Jahren in der Textilindustrie Norrköpings lag bis 1912 bei 15 bis 20 Prozent. Die Arbeit in der Textilbranche galt als ausgesprochene Frauenarbeit und so lagen die Löhne niedrig. Die weiblichen Angestellten der Trikotagenfabrik verdienten ungefähr 3 Kronen und 50 Öre pro Woche. Es wird geschätzt, dass der Jahreslohn bei den Baumwollwebereien zwischen 275 und 320 Kronen lag. Bei dem Unternehmen Holmens verdiente im Jahr 1889 eine Weberin etwa 5 Kronen und ein männlicher Arbeiter circa neun Kronen pro Woche.

### 20.Jahrhundert bis heute
Ab 1904 erhielt Norrköping ein eigenes Straßenbahnnetz, wobei die erste Linie 4 km lang war. Die Hochkonjunktur der Jahrhundertwende machte sich in Norrköping weniger stark bemerkbar. So sank der Anteil der Stadt an der landesweiten Wollproduktion von 40 Prozent im Jahre 1896 auf 30 Prozent im Jahre 1912. Der Rückgang beruhte vor allem auf der zunehmenden Konkurrenz aus Borås, Malmö und Kristianstad. 1913 vereinigten sich vier Wollfabriken Norrköpings zu AB Förenade Yllefabrikerna (YFA) mit zusammen 1.500 Angestellten. Die Baumwollspinnereien des Ortes konnten dagegen ihre Position verteidigen. So gab es 1908 zwei dominierende Unternehmen mit je etwa 1000 Angestellten.
In der Zeit zwischen den Weltkriegen expandierte die schwedische Textilindustrie stark, wovon Norrköping profitierte. Im Zweiten Weltkrieg sanken die Verkaufszahlen für zivile Kleidungsstücke wieder, doch die schwedische Armee hatte einen um das Zehnfache gesteigerten Verbrauch. Nach dem Krieg etablierten sich wieder ein paar kleinere Textilbetriebe mit nur wenigen Webstühlen.

#### Die Krise der Textilindustrie

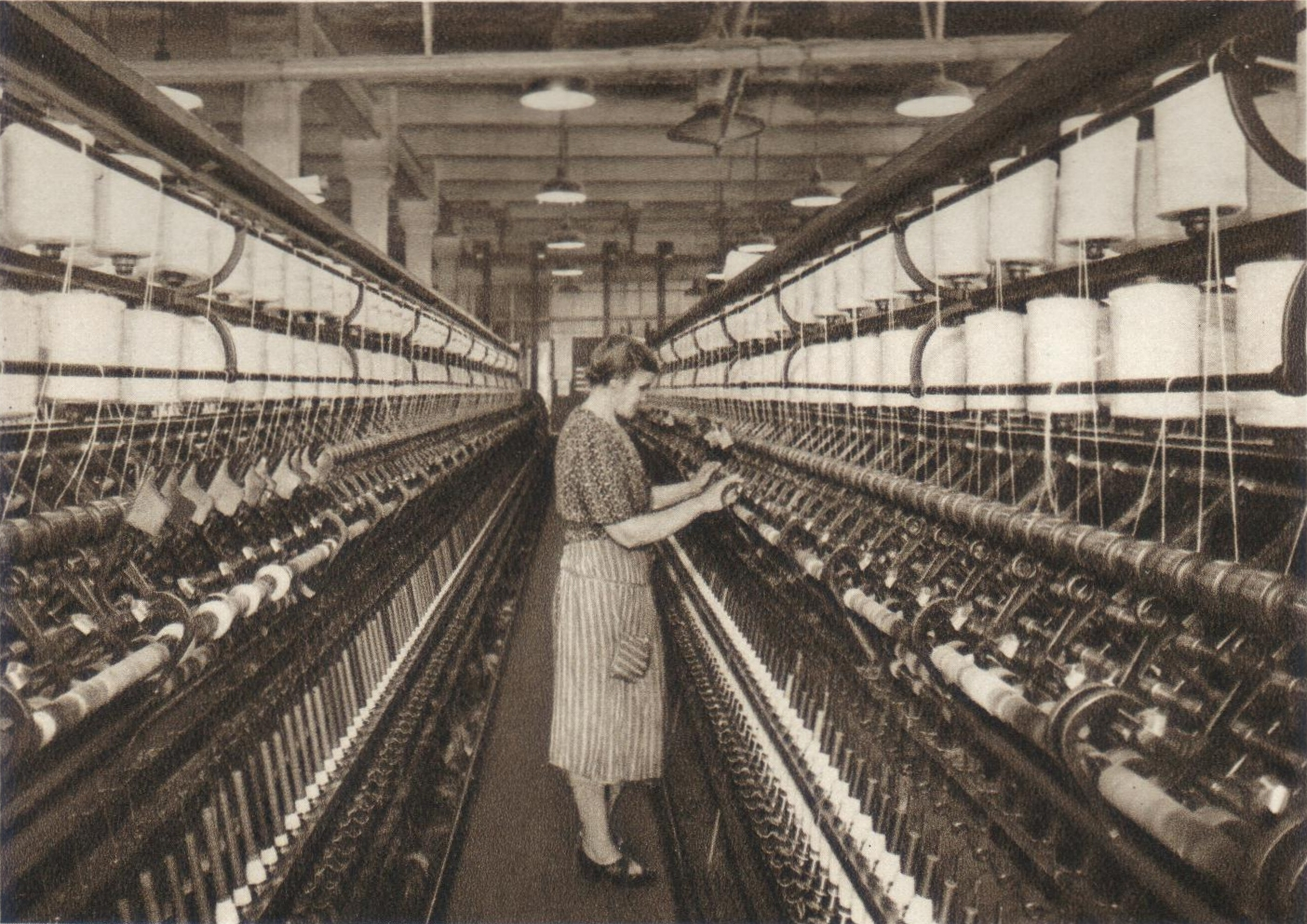
Das Arbeitsmilieu in den Textilfabriken zeichnete sich durch starke Lärm- und Staubbelästigung aus. Das Bild zeigt eine Arbeiterin des Unternehmens Drags in den 1920er-Jahren.

In den 1950er-Jahren änderten sich die Kaufgewohnheiten der Bürger. An die Stelle von Produkten aus Wolle wie Mänteln, Kostümen und Überröcken traten leichtere Kleidungsstücke wie Hosen, Jacken und Kleider. Diese Produkte wurden im Ausland billiger produziert. Auch der Wechsel zu synthetischen Materialien ließ die Produktion von Baumwollhemden sinken.
Die Löhne der Textilarbeiter gehörten zu den niedrigsten im Lande, doch die Löhne italienischer Arbeiter entsprachen nur 40 % und die der japanischen Angestellten sogar nur 10 % der schwedischen Löhne. Zuerst traf die Krise nur kleinere Betriebe, doch ab 1954 begannen auch große Unternehmen ihre Tore zu schließen. Aufgrund des Rückgangs begann die Gemeindeverwaltung ab den 1960er-Jahren intensiv für den Standort zu werben. Einige Betriebe aus anderen Wirtschaftszweigen zogen in die leerstehenden Werkshallen.
Es gab auch Versuche, die Baumwollverarbeitung zu retten, indem die Produktion in die Vororte der Stadt verlegt wurde, doch diese Einrichtungen wurden letztendlich nur noch als Lagerräume genutzt. Am deutlichsten machte sich die Schließung des Unternehmens YFA bemerkbar, wo 1970 schlagartig 862 Angestellte arbeitslos wurden. Trotz staatlicher Unterstützung betrachtete die Unternehmensleitung die Weiterführung der Produktion als uneffektiv. Diese Schließung markierte das Ende einer 350-jährigen Textilproduktion im zentralen Norrköping.

#### Andere Entwicklungen
In den 1930er-Jahren schloss die Snusfabrik von Carl Swartz, doch noch bis 1947 wurde im Ort Tabak angebaut und 1951 riss man die letzte Tabakscheune ab.
Da die Stadt vor 1971 eine eigene Verwaltungseinheit darstellte, erhielt sie keine Steuern von Arbeitern, die außerhalb der Stadtgrenze wohnten. Der schwedische Reichstag beschloss deshalb eine Zusammenlegung der Gemeinden Skärblacka, Kvillinge und Kolmården mit Norrköping im Zuge der allgemeinen Gemeindereform. 1974 wurde auch die Gemeinde Vikbolandet mit aufgenommen.
Um den Verlust der Textilproduktion zu kompensieren, beschloss die schwedische Regierung 1971 den Umzug mehrerer staatlicher Behörden aus Stockholm nach Norrköping.

## Bevölkerungsentwicklung
| Jahr | Einwohnerzahl |
| ---- | ------------- |
| 1570 | 795           |
| 1610 | 1.924         |
| 1650 | 3.087         |
| 1690 | 3.757         |
| 1730 | 4.003         |
| 1770 | 7.933         |
| 1810 | 9.048         |
| 1850 | 16.916        |
| 1890 | 32.826        |
| 1930 | 61.492        |
| 1950 | 79.636        |
| 1970 | 91.034        |
| 1995 | 84.403        |
| 2005 | 83.561        |
| 2010 | 87.247        |

Während nach der Gründung der Stadt die Bevölkerung erst langsam wuchs, erhöhte sie sich kräftig durch die Ansiedlung von Industriebetrieben und die Industrialisierung im 18. und 19. Jahrhundert. So zählte Norrköping 1850 mit etwa 17.000 Einwohnern neben Stockholm (93.000), Göteborg (26.000) Karlskrona (14.000) und Malmö (13.000) zu den fünf Städten mit mehr als 10.000 Einwohnern. Nach den Stilllegungen, vor allem im Industriesektor, sind viele Bewohner ab den 1970ern weggezogen. Norrköping hatte zwischen den Jahren 1995 und 2000 in ganz Schweden den höchsten Wegzug mit 1.659 Personen, was etwa zwei Prozent der Bevölkerung entsprach. In den 2000er-Jahren stieg die Einwohnerzahl wieder an.

## Stadtbild

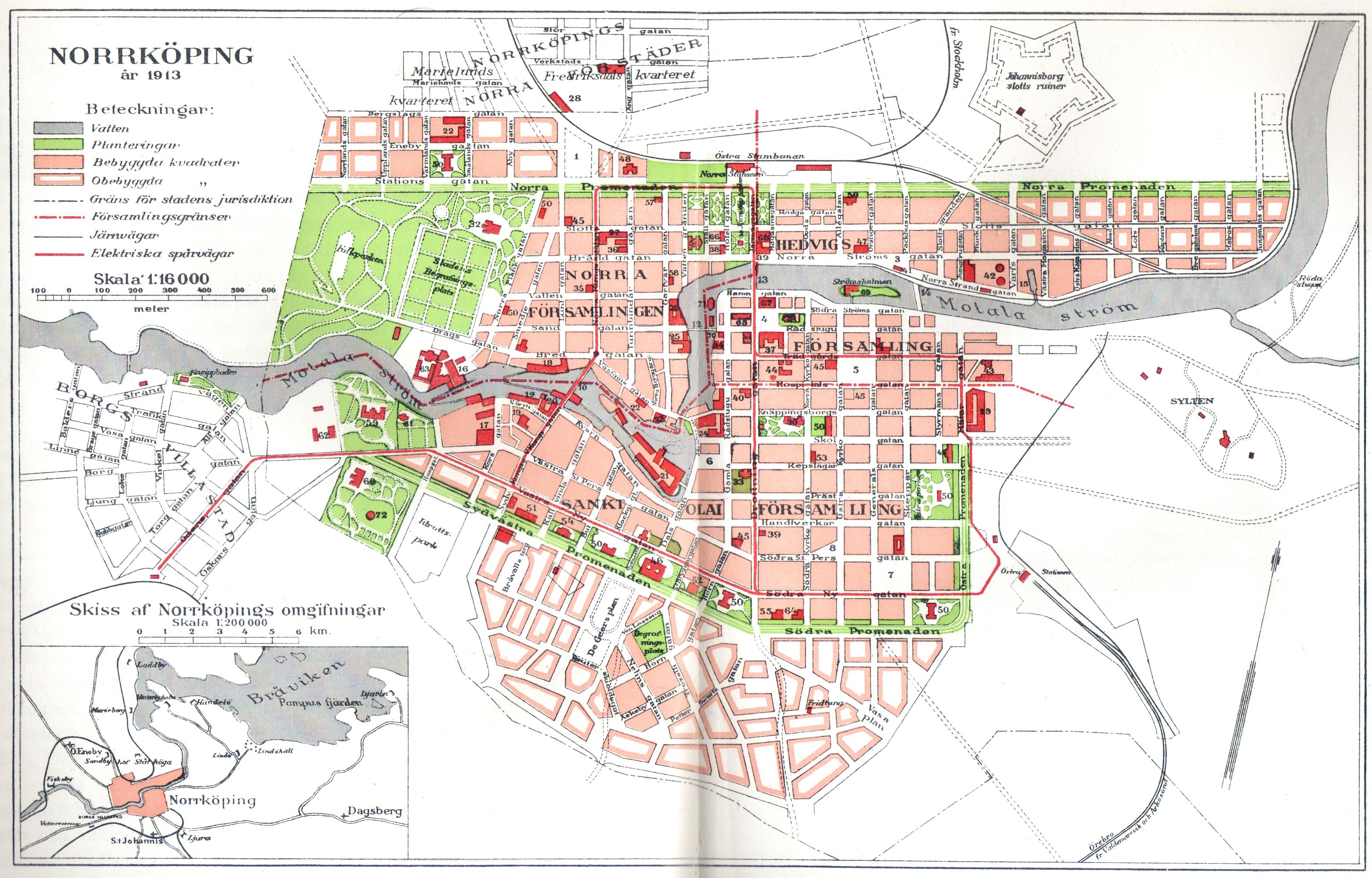
Norrköping im Jahr 1913. Die Bebauung außerhalb der Promenaden ist immer noch recht gering.

Das Zentrum der Stadt liegt beim Platz Gamla torget. Dieser ist heute mit Häusern aus dem 18. und 19. Jahrhundert umgeben. Auf dem Platz befindet sich eine Statue von Carl Milles, die Louis De Geer zeigt. Die Drottninggatan ist Norrköpings Hauptstraße und erstreckt sich vom 1866 erbauten Bahnhof bis zum Kunstmuseum. Hinter dem Bahnhof liegen die Parks Järnvägsparken und Karl Johans-parken. Hier gibt es auch eine international bedeutende Kakteenrabatte, die in den 1920er-Jahren angelegt wurde. An der Westseite des Karl-Johan-Parks liegen das „Alte Stadthaus“ von 1801, das ehemalige „Große Hotel“ von 1854 und der Stall von 1857. Etwas weiter entfernt befindet sich das „Große Theater“ (Stora teatern), das 1908 vom Architekten Axel Anderberg im Jugendstil errichtet wurde.
Auf der anderen Seite des Flusses Motala ström liegt der „deutsche Platz“ (Tyska torget) mit dem Rathaus von 1910, der Hedvigs kyrka, dem Grand Hotel und dem ehemaligen Bankpalast. Am südlichen Ende der Drottninggatan liegt das kommerzielle Zentrum Norrköpings mit mehreren Warenhäusern. Wie in vielen anderen Städten, gab es auch in Norrköping in den 1960er-Jahren eine Abrisswelle, bei der viele ältere Gebäude durch Häuser im modernen Stil ersetzt wurden.

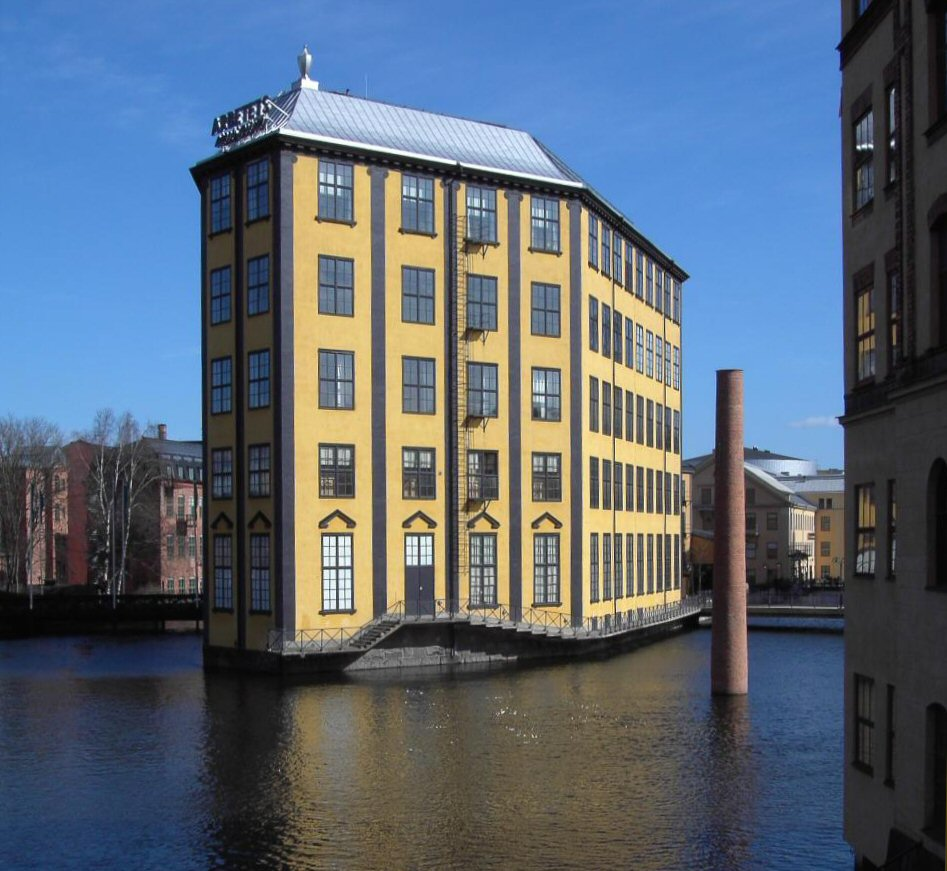
Museum der Arbeit

Entlang des Motala ström liegt die so genannte „Industrielandschaft“, die hauptsächlich aus alten Fabrikgebäuden aus der Zeit zwischen 1850 und 1917 besteht. In den 1970er Jahren war ein Großteil der Gebäude verfallen, doch heute sind die ursprünglichen Industriebauten anderweitig genutzt. So zog das Symphonieorchester von Norrköping in ein Gebäude, das früher eine Papiermühle war. Im siebeneckigen Gebäude Strykjärnet, das 1917 als Weberei gebaut wurde, befindet sich nun das „Museum der Arbeit“ (Architekt Folke Bensow). Auch eine Außenstelle der Universität Linköping nutzt eine ehemalige Wollfabrik.
Der Stadtkern wird von der nördlichen, östlichen und südlichen Promenade und vom Volkspark umschlossen. Als die Promenaden in der zweiten Hälfte des 19. Jahrhunderts angelegt wurden, gab es einen großen Bedarf an Schulen, so dass es hier eine Häufung dieser Einrichtungen gibt. Für die Promenaden zeichnete der 26-jährige Gartenarchitekt Knut Forsberg verantwortlich, der auch einen preisbelohnten Entwurf für den Park Bois de Boulogne in Paris geliefert und den Berzeliipark in Stockholm entworfen hatte. Ab 1858 entstand die 3,5 Kilometer lange nördliche Promenade mit Linden in vier Reihen und Fahrbahn in der Mitte. 1896 waren auch die östliche und südliche Promenade fertig und insgesamt hatte man 2.025 Bäume gepflanzt. Von den Gebieten mit Einfamilienhäusern ist die so genannte „rote Stadt“ interessant, wo zwischen 1917 und 1918 Holzhäuser für Arbeiter gebaut wurden, die einheitlich im typisch schwedischen Falunrot angestrichen sind.
Der Stadtteil Kneippen entstand um 1900 als Villastadt für die gehobene Mittelklasse. Das Zentrum des Stadtteils war zwischen 1898 und 1918 eine viel besuchte Kuranlage mit Kurhotel, Gästehaus und Restaurants, die nach dem Vorbild des Kneippkurortes Bad Wörishofen in Bayern errichtet worden war. Viele der älteren Gebäude wurden nach dem Zweiten Weltkrieg abgerissen, doch das Flair der Jahrhundertwende ist immer noch erkennbar.
Am südlichen Stadtrand, im Wald Vrinneviskogen gelegen, befindet sich mit dem Vrinnevisjukhus das nach dem Universitätskrankenhaus in Linköping zweitgrößte Krankenhaus in Östergötlands län. Das dritte, vom Landsting betriebene Krankenhaus ist Lasarettet in Motala. Vrinnevisjukhuset hat etwa 410 Behandlungsplätze und zirka 2.200 Angestellte. Im Einzugsbereich im östlichen Östergötland leben 170.000 Menschen. Außerdem wird das Krankenhaus als Ausstellungsfläche für Moderne Kunst genutzt.

## Stadtbezirke
| Die Stadtbezirke Norrköpings | Die Stadtbezirke Norrköpings | Die Stadtbezirke Norrköpings | Die Stadtbezirke Norrköpings | Die Stadtbezirke Norrköpings | Die Stadtbezirke Norrköpings | Die Stadtbezirke Norrköpings                 |
| ---------------------------- | ---------------------------- | ---------------------------- | ---------------------------- | ---------------------------- | ---------------------------- | -------------------------------------------- |
| 1                            | Pryssgården                  | 13                           | Händelö                      | 25                           | Vilbergen                    | Übersichtskarte zu Stadtbezirken Norrköpings |
| 2                            | Enebymo                      | 14                           | Lindö                        | 26                           | Vrinnevi                     | Übersichtskarte zu Stadtbezirken Norrköpings |
| 3                            | Ingelsta                     | 15                           | Sylten                       | 27                           | Söderstaden                  | Übersichtskarte zu Stadtbezirken Norrköpings |
| 4                            | Herstaberg                   | 16                           | Risängen                     | 28                           | Klingsberg                   | Übersichtskarte zu Stadtbezirken Norrköpings |
| 5                            | Himmelstalund                | 17                           | Gamla staden                 | 29                           | Ljura                        | Übersichtskarte zu Stadtbezirken Norrköpings |
| 6                            | Haga                         | 18                           | Östantill                    | 30                           | Hageby                       | Übersichtskarte zu Stadtbezirken Norrköpings |
| 7                            | Lagerlunda                   | 19                           | Klockaretorpet               | 31                           | Oxelbergen                   | Übersichtskarte zu Stadtbezirken Norrköpings |
| 8                            | Butängen                     | 20                           | Kneippen                     | 32                           | Smedby                       | Übersichtskarte zu Stadtbezirken Norrköpings |
| 9                            | Slottshagen                  | 21                           | Berget                       | 33                           | Navestad                     | Übersichtskarte zu Stadtbezirken Norrköpings |
| 10                           | Marielund                    | 22                           | Såpkullen                    | 34                           | Brånnestad                   | Übersichtskarte zu Stadtbezirken Norrköpings |
| 11                           | Nordantill                   | 23                           | Ektorp                       | 35                           | Rambodal                     | Übersichtskarte zu Stadtbezirken Norrköpings |
| 12                           | Saltängen                    | 24                           | Skarphagen                   | 36                           | Fiskeby                      | Übersichtskarte zu Stadtbezirken Norrköpings |

## Stadtwappen
Das Wappen von Norrköping zeigt Olav den Heiligen von Norwegen, welcher als Schutzheiliger Norrköpings fungiert, mit seinen Attributen Streitaxt und Reichsapfel auf einem roten Thron. Im frühen 20. Jahrhundert wurde zeitweilig ein anderes Wappen verwendet, das ein gekröntes „N“ sowie eine Axt und ein Zepter zeigte. Das Stadtwappen ist gleichzeitig das Wappen der Gemeinde.

## Politik
Hauptartikel: Gemeinde Norrköping#Politik
Die politische Exekutive für Norrköping ist die Gemeindeverwaltung (Kommunstyrelse) der Gemeinde Norrköping. Sie ist neben dem Stadtgebiet des Zentralortes auch für andere Ortschaften (tätorter) und ländliche Zonen im Gemeindegebiet verantwortlich.

## Wirtschaft

### Wirtschaft

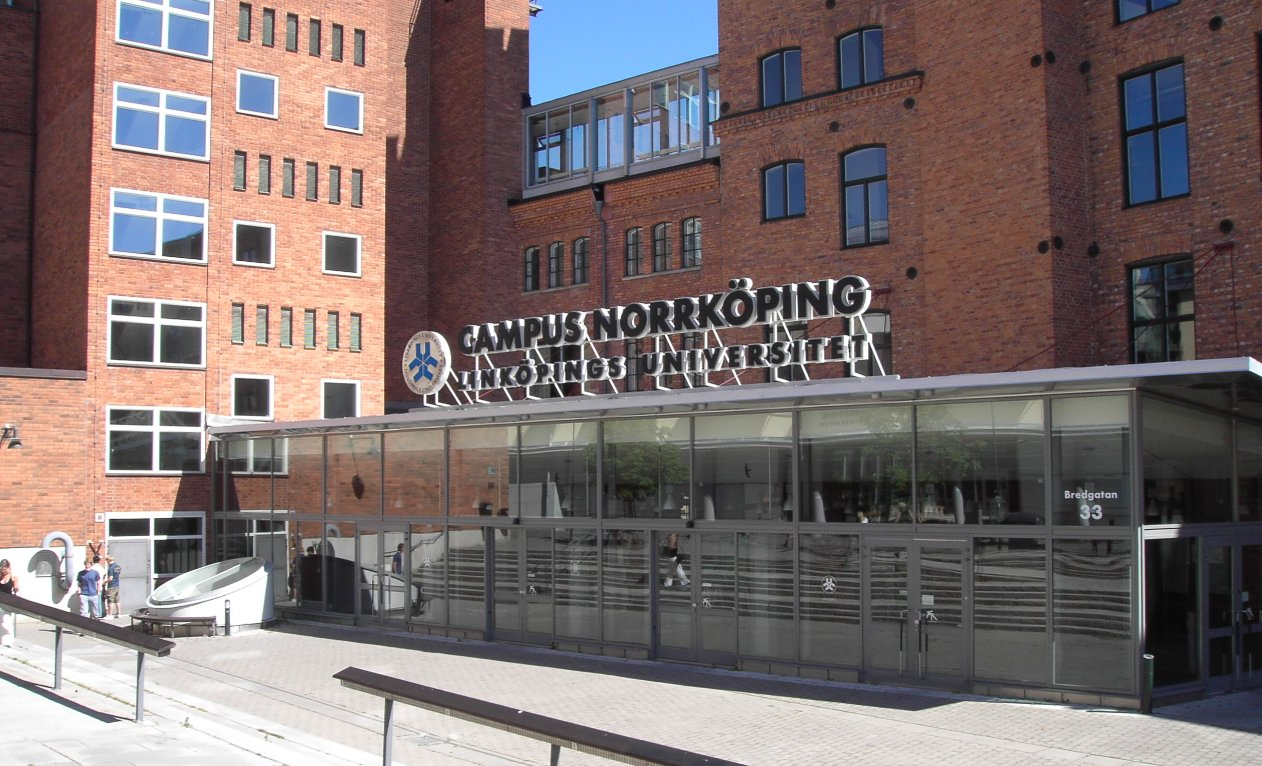
Campus Norrköping im ehemaligen Ericsson-Gebäude

Die Textilindustrie war über 400 Jahre der dominierende Wirtschaftszweig, der zur Blüte der Stadt führte, doch in den 1960er Jahren schlossen die meisten Fabriken aufgrund der starken ausländischen Konkurrenz. Heute existiert nur noch eine einzige Textilfabrik in Norrköping, die von einer Tochtergesellschaft von Borås Wäfveri AB betrieben wird. Ericsson produzierte hier längere Zeit Leiterplatten, doch auch dieses Werk ist heute stillgelegt.
Gegenwärtig gibt es die meisten Unternehmen in den Branchen Papier- und Verpackungsindustrie, Logistik/Transport, Elektronik, IT/Media sowie Handel. Mehrere große Unternehmen (z. B. Philips, Bosch, Goodyear Tire & Rubber Company) haben ihre Zentrallager in Norrköping und steuern von hier aus die Belieferung ihrer Standorte in Schweden.
Eine Außenstelle der Universität Linköping betreibt intensive Forschung in Norrköping, was zur Ansiedlung von mehreren Kleinbetrieben im Umfeld des Campus führte.
In Norrköping haben die staatlichen Einrichtungen Ausländerbehörde (Migrationsverket), Integrationsverket, Zentralamt für Luftfahrt (Luftfartsstyrelsen), Koordinierung für Gefangenenbetreuung (Kriminalvårdsstyrelsen), Seefahrtsbehörde (Sjöfartsverket) und das Schwedische Meteorologische Institut (Sveriges meteorologiska och hydrologiska institut) ihren Hauptsitz.
Einige bedeutende Unternehmen der Stadt sind in der folgenden Tabelle aufgeführt.
| Unternehmen                           | Branche                         | Beschreibung                                                         |
| ------------------------------------- | ------------------------------- | -------------------------------------------------------------------- |
| Fiskeby AB                            | Papierindustrie                 | Gegründet 1637. Stellt u. a. Verpackungsmaterial her.                |
| Holmen Paper AB                       | Papierindustrie                 | Produktion von Zeitungspapier u. a.                                  |
| Smurfit Packaging                     | Papierindustrie                 | Stellt u. a. Karton und Wellpappe her.                               |
| Noss AB                               | Metallverarbeitung              | Produktion von Maschinen zur Zellulose- und Papierherstellung.       |
| Whirlpool Sweden AB                   | Elektroindustrie                | Produktion von Mikrowellenherden.                                    |
| Å&R Carton                            | Grafische Industrie             | Bedrucken von Verpackungen.                                          |
| Hernia                                | Chemische Industrie             | Erzeugung von Leim und Stärkeprodukten.                              |
| Vileda/Freudenberg Household Products | Chemische Industrie             | Stellt u. a. Wischtücher her.                                        |
| Danisco-Cultor                        | Lebensmittelindustrie           | Produktion von Aromen, Limonaden u. ä.                               |
| Robert Bosch AB                       | Warenverteilung                 | Warenlager für ganz Schweden.                                        |
| Eklof                                 | Einzelhandel                    | Betreibt Sportgeschäfte (Stadium) in ganz Schweden.                  |
| Otto Bock                             | Prothetik, Orthetik, Rollstühle | Hauptsitz für Skandinavien                                           |
| Transcom                              | Service                         | Marktuntersuchungen per Telefon.                                     |
| Enista                                | Service                         | Wasser, Abwasser, Parkpflege, Infrastruktur u. a.                    |
| Telia Company Sverige AB              | Service                         | Telekommunikation                                                    |
| E.ON                                  | Energiesektor                   | Stromproduktion und -lieferung.                                      |
| Vitamex AB                            | Lebensmittelindustrie           | Herstellung von Halstabletten, Nahrungsersatzmittel, Weinessig u. a. |

### Bildung
Norrköping bietet ein Schulangebot, das Kindergärten (förskolor), Grundschulen (grundskolor) und vier kommunale sowie ein dem Länsting unterstehendes Gymnasien (gymnasieskolor) umfasst. Außerdem gibt es acht Gymnasien in freier Trägerschaft (friskolor). Daneben gibt es Sonderschulen für verhaltensgestörte Kinder auf Grundschulniveau (särskolor, träningsskolor) sowie nach Ende der Schulpflicht auch auf Gymnasialniveau (gymnasiesärskola). Einige komplette Sonderschulklassen (särskoleklasser) sind in andere Schulen integriert, sofern die Kinder nicht durch Individualbetreuung in Grundschulklassen integriert werden können.
In einem ehemaligen Produktionsgebäude von Ericsson und weiteren alten Gebäuden in der Industrilandskapet entlang des Motala Ström befindet sich der Campus Norrköping als Außenstelle der Universität Linköping. Etwa 6000 Studenten studieren hier in den Bereichen Gesellschaftswissenschaften, Geisteswissenschaften oder auf Lehramt.

### Medien
In Norrköping erscheinen mit Norrköpings Tidningar und Folkbladet zwei überwiegend regional ausgerichtete Tageszeitungen. Norrköpings Tidningar (NT) ist die älteste, heute noch erscheinende Zeitung in Schweden und einer der zehn ältesten Zeitungen der Welt. Gegründet wurde sie 1758 von Johan Edman als Norrköpings weko-tidningar. 1787 wurde die Zeitung in den heutigen Namen umbenannt, erschien aber nur zweimal wöchentlich. Seit 1875 ist der die Zeitung herausgebende Verlag eine Aktiebolag und die Zeitung erscheint heute täglich. Aus dem Verlag hat sich mit der Zeit ein Medienhaus entwickelt, das heute weitere Zeitungen besitzt. Seit 1947 sind die Anteile im Besitz der Stiftung Erik & Asta Sundin.
Folkbladet wurde 1905 als Östergötlands Folkblad von Arbeitern als Gegengewicht zur eher bürgerlich ausgerichteten Norrköpings Tidningar gegründet. In den 1960ern wurde sie mit dem Östgöten aus Linköping fusioniert und erschien als Folkbladet Östgöten. Seit 1998 hat die Zeitung wieder ihren alten Namen und gehört seit 2000 über den Verlag Nya Folkbladet i Östergötland AB zum Medienhaus Norrköpings Tidningar. Zusammen mit dem Verlag des Östgöta Correspondenten verteilt Norrköpings Tidningar darüber hinaus die Gratiszeitung Extra in Östergötland. Als weitere Gratiszeitung ist die Landesausgabe (riks) der metro erhältlich.
Neben Printmedien befinden sich in Norrköping auch Regionalstudios und -redaktionen des öffentlich-rechtlichen Fernsehens Sveriges Television und Radios Sveriges Radio. Produziert werden Östnytt bzw. P4 Östergötland. Außerdem ist eine von 16 Regionalstationen des privaten Fernsehsenders TV 4, TV 4 Öst, in Norrköping ansässig und produziert ein regionales Nachrichtenprogramm.

## Kultur

### Theater

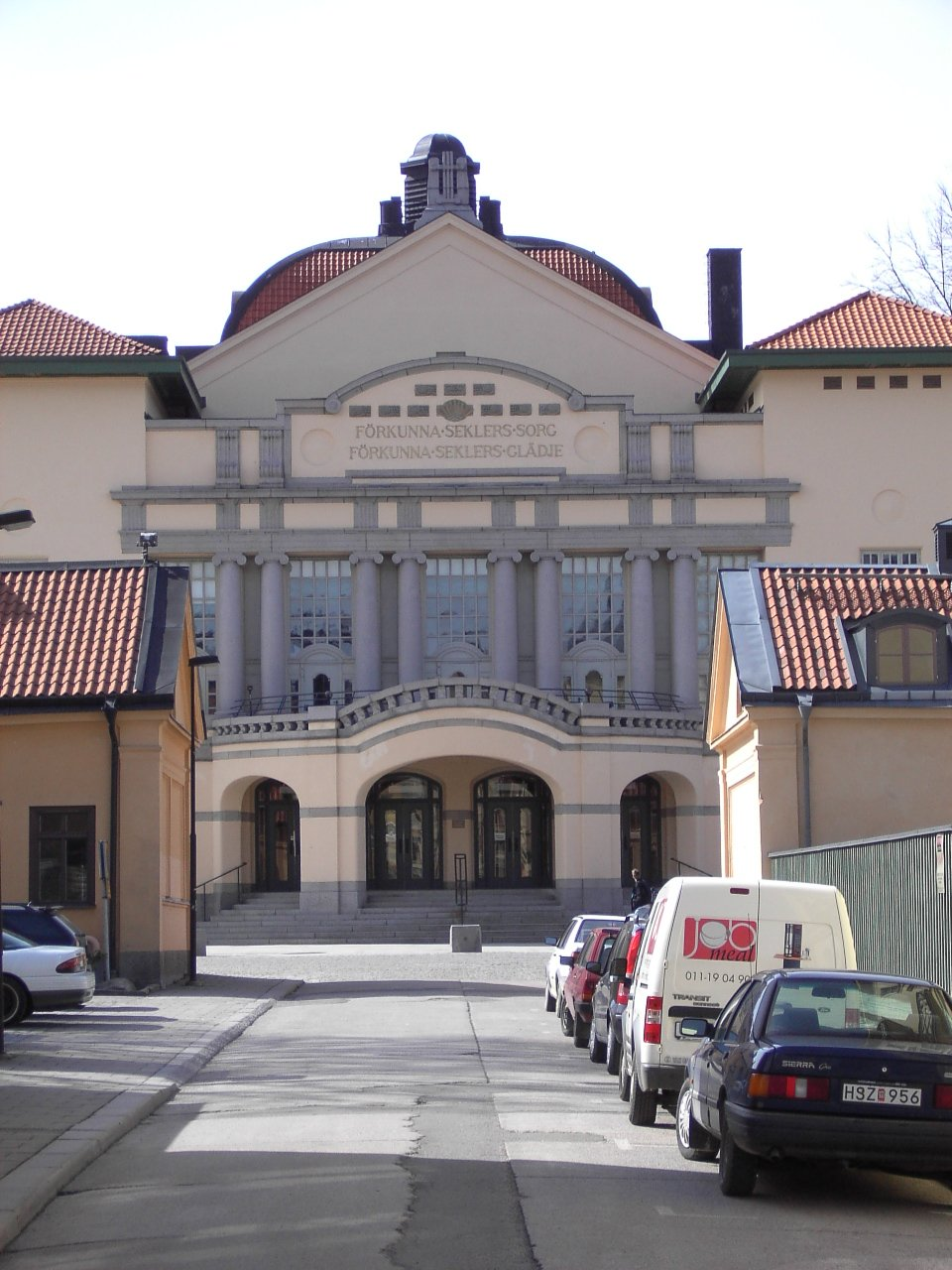
Stora teatern

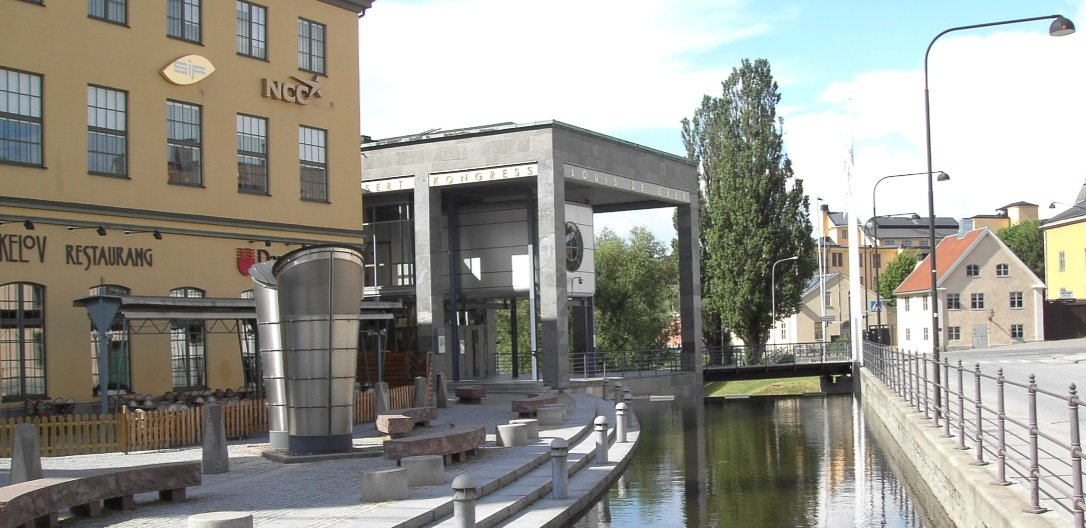
Das neue Konzerthaus in der Bildmitte

Das erste Theater der Stadt war Egges teater, welches im Garten des Schankwirtes Johan Ulric Egge gelegen war. Am 5. August 1776 erlebte hier Romeo und Julia von Shakespeare seine schwedische Uraufführung. Die Bewohner Norrköpings waren so vernarrt in die Vorstellungen, dass sich die Theaterleitung gezwungen sah auch am Sonntag zu spielen, was für den Regisseur eine Klage wegen Nichteinhaltung des Sabbats zur Folge hatte. Er wurde aber freigesprochen und später erließ Gustav III. ein Dekret, welches den Theatern in Stockholm, Göteborg, Åbo und Norrköping Vorstellungen am Sonntag erlaubte. 1791 entstand das Dahlbergs teater in einem ehemaligen Tabaklager. 1798 gesellte sich die Einrichtung Saltängsteater dazu, welches bis 1850 bestand. In dieser Zeit waren romantische Stücke beliebt und so wurden hier Werke von Schiller, Oehlenschläger und Grillparzer erstmals in Schweden aufgeführt.
1850 ließ der Geschäftsmann Gustav Adolf Eklund das Eklunds teater auf einem Grundstück hinter dem Grand Hotel errichten. Hier wurden vor allem Werke von Dramatikern wie Ibsen, Bjørnson und Strindberg gezeigt. 1866 begann die Arbeitervereinigung der Stadt mit Darbietungen ihres Amateurtheaters. Einige bekannte Filmschauspieler des Landes erhielten hier ihre Ausbildung.
1908 ersetzte man Eklunds teater mit dem Großen Theater (Stora teatern) an gleicher Stelle. Anfänglich kamen verschiedene Theatergesellschaften zu Gast und in den 1920er und 1930er Jahren zeigten Ernst Rolf und Karl Gerhard ihre Revuen. Das Theater ist heute Heimstätte der Gesellschaft Östgötateater.

### Museen und Skulpturen
Der Premierminister und Snusfabrikant Carl Swartz spendete 1903 sein Heim, die Villa Swartz, der Stadt. Zusammen mit einer früheren Kunstspende entstand daraus das Kunstmuseum von Norrköping. Es zeigte sich aber, dass die Räumlichkeiten zu klein sind, da man auch die Stadtbibliothek und das Heimatmuseum an gleicher Stelle unterbringen wollte. Der Neubau wurde 1941 begonnen doch aufgrund des Zweiten Weltkrieges entstand nur ein eingeschossiger Bau, so dass die Bibliothek nicht mit untergebracht werden konnte. Diese zog 1973 in ein eigenes Gebäude.
1961 schuf der Bildhauer Arne Jones die Skulptur Spiral åtbörd, die vor dem Kunstmuseum aufgestellt wurde und anfänglich zwiespältige Reaktionen hervorrief. Später entwickelte sich die Skulptur zu einer Art Symbol für die Stadt, was sich unter anderem in dem Erscheinen der kommunalen Zeitung „Norrköping Spiralen“ und der Benennung eines Kaufhauses nach ihr zeigte.
Im Park vor dem Gemeindehaus steht die Skulptur Prisma, die bei ihrer Errichtung 1967, das größte Glaskunstwerk der Welt war.

### Musik
1912 entstand die Orchestervereinigung von Norrköping als Zusammenschluss von Amateur- und Militärmusikern. Sie bezog ein Jahr später ihr neues Domizil in einem Konzert- und Vorlesungssaal, der in einer ehemaligen Kirche gebaut wurde. Da der Verein staatliche Fördermittel erhielt, konnten zwei Mal pro Woche Vorstellungen gegeben werden. Nachdem das Orchester auf 87 Mitglieder angewachsen war und seinen Namen in Norrköpings Sinfonieorchester änderte, wurde die alte Spielstätte zu klein. Das neue Konzerthaus wurde 1994 eingeweiht und trägt den Namen Louis De Geer.

## Verkehr

### Eisenbahn

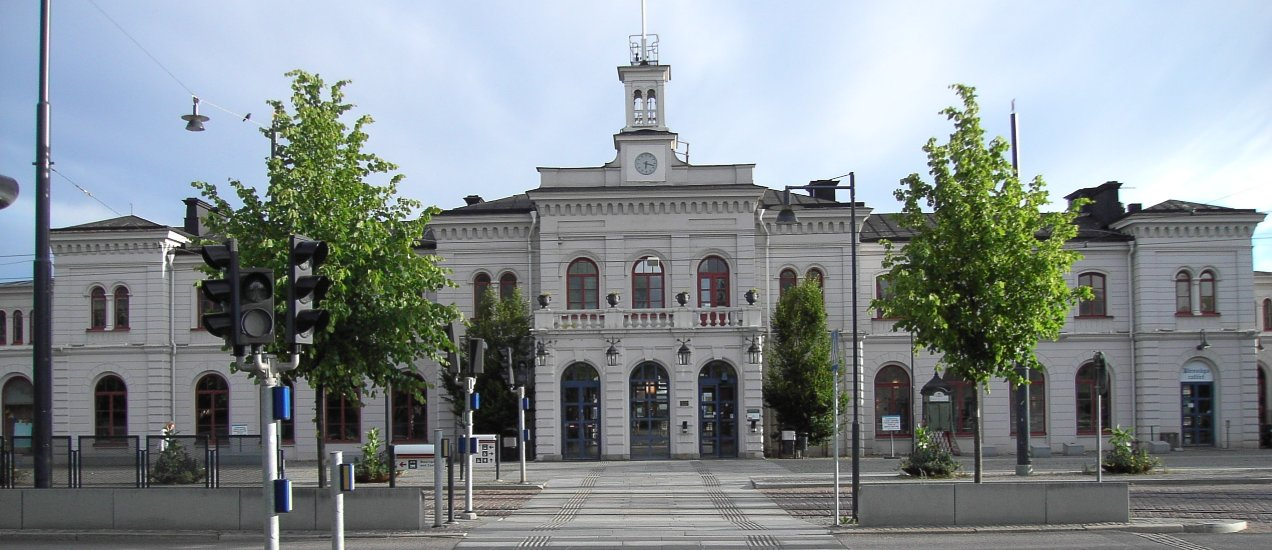
Der Hauptbahnhof von Norrköping

Die erste Eisenbahnlinie von Norrköping nach Katrineholm wurde am 3. Juli 1866 eingeweiht. Am 16. Oktober 1872 kam ein Anschluss nach Linköping hinzu. Bei den Bürgern der Stadt wurde es populär mit der Bahn, die eine „unglaubliche“ Geschwindigkeit von 50 km/h erreichte, sonntägliche Ausflüge in die Umgebung Norrköpings zu unternehmen. Ab den 1870er Jahren erfolgte eine gewaltige Expansion des Gütertransportes. Zum Beispiel stieg der Transport von Steinkohle ab 1870 mit etwa 400 Tonnen auf etwa 37.000 Tonnen um das Jahr 1900. Norrköping wurde mit seiner Umgebung auch durch Schmalspurbahnen verbunden. Das Netz dieser Bahnen war hier weit verzweigt und mit den Einrichtungen anderer Provinzen verbunden. Zu Beginn des 20. Jahrhunderts hatte Norrköping noch drei Bahnhöfe: Centralstationen, Västra station und Östra station. In den folgenden Jahren entwickelte sich die Stadt zum Eisenbahnknotenpunkt.
Heute dauert eine Fahrt nach Stockholm mit dem InterCity knapp zwei Stunden und mit dem Schnellzug X2000 etwa 78 Minuten. Nach Malmö beträgt die Reisezeit mit dem X2000 etwas weniger als drei Stunden. Ein geplanter vierspuriger Ausbau der Strecke nach Stockholm (Ostlänken) soll die Reisezeit auf 45 Minuten verkürzen.

### Flugverkehr
Der bis zum 1. Juli 2006 vom Luftfartsverket geführte Flugplatz Kungsängens flygplats östlich von Norrköping hat nach einem Rückgang der Passagierzahlen in den letzten Jahren keine positive Bilanz vorzuweisen. Um einer Schließung vorzubeugen, wurde er von der Gemeinde Norrköping übernommen. Die Passagierzahlen gehen seitdem wieder nach oben. Der Flugplatz wurde 1934 eingeweiht und zwei Jahre später der reguläre Passagierflugverkehr aufgenommen. Er ist Schwedens ältester noch in Betrieb befindlicher Flugplatz. Täglicher Flugverkehr besteht (2013) nach Kopenhagen und Helsinki. Zusätzlich bestehen besonders im Sommer einige Charter-Verbindungen zu Zielen am Mittelmeer.
Der Flugplatz wird auch für Frachttransporte genutzt. Icelandair betreibt eine feste Frachtlinie von Norrköping nach New York via Reykjavík. Die Fluggesellschaft bmi Regional bediente bis Anfang 2019 die Strecke von und nach München (MUC) mit einer Embraer ERJ145.

### Straße
Einige große Straßenverbindungen kreuzen sich in Norrköping. Die Autobahn E 4 geht westlich an der Stadt entlang, während die E 22 hier beginnt und über Kalmar nach Malmö führt. Die Hauptstraßen (riksväg) 51, 55 und 56 verbinden die Stadt mit Örebro, Uppsala und Gävle.

### Straßenbahn

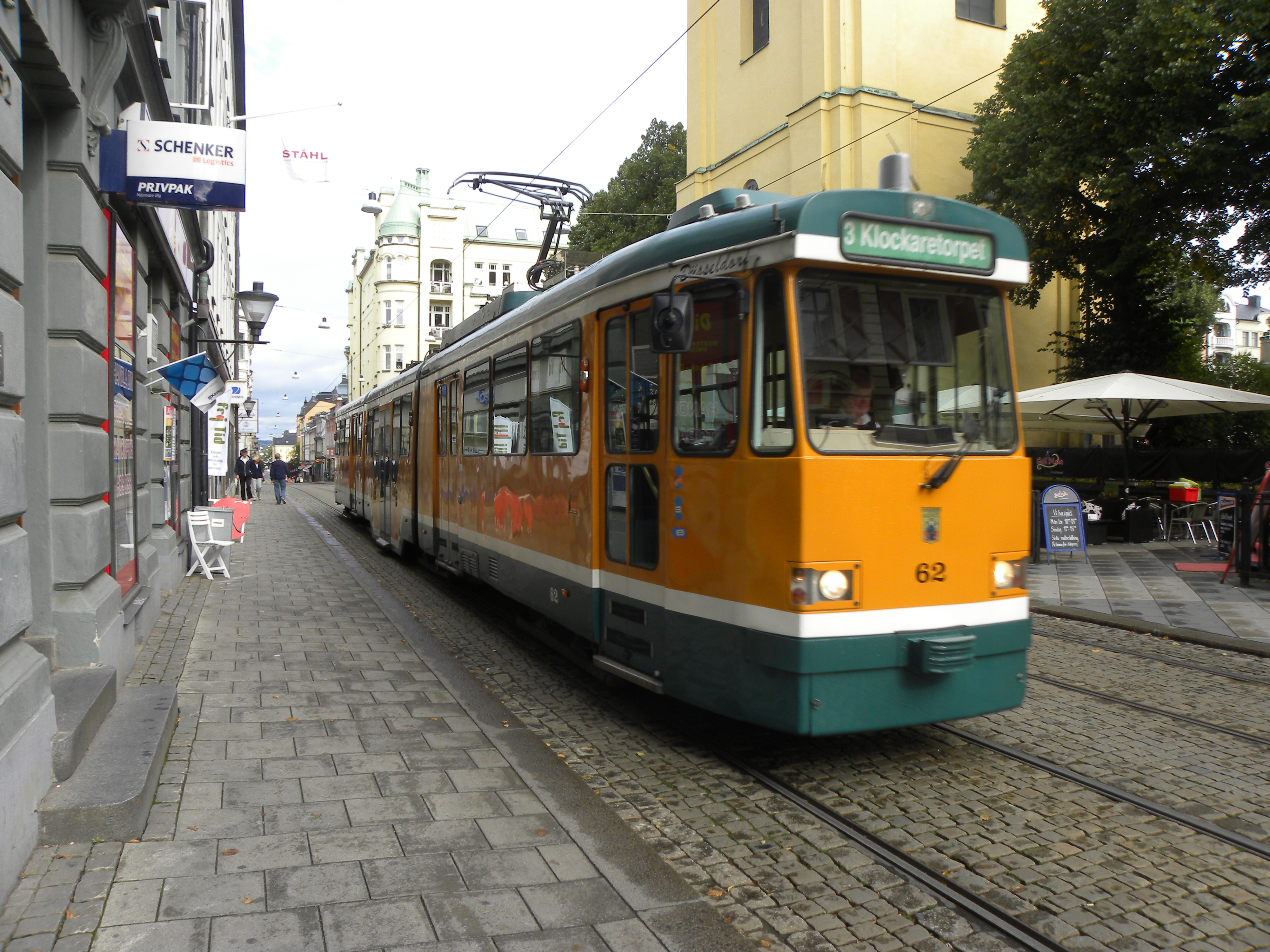
Straßenbahn in Norrköping

Hauptartikel: Straßenbahn Norrköping
Neben Göteborg und Stockholm sowie Lund, das 2020 eine Straßenbahn neu eröffnet hat, ist Norrköping die einzige Stadt in Schweden, die an der Straßenbahn als innerörtlichem Nahverkehrsmittel festgehalten hat. Es wurden einige Straßenbahnwagen angekauft, die vorher in Duisburg verkehrten und noch immer Namen deutscher Städte tragen (wie z. B. Braunschweig).
Der Bau der Straßenbahnlinien begann 1902 mit einem Vertrag zwischen der Stadtverwaltung und AEG. Zwei Jahre später konnten sich die Wagen auf den einspurigen Strecken in Bewegung setzen und zwischen 1913 und 1914 erfolgte ein Ausbau zur Doppelspur. Die Wagen hatten schon von Beginn an eine Färbung zwischen Gelb und Orange, welche die Bezeichnung Norrköpingsgult erhielt. Als die Verkehrsverwaltung Östergötlands in den 1990er Jahren ihre Wagen vereinheitlichen wollten, was für den hinteren Wagenteil eine rote Farbe bedeutet hätte, gab es einen lauten Bürgerprotest und somit keine Veränderungen.

### Hafen
Norrköping besitzt mehrere Hafenanlagen. Im stadtnahen Inneren Hafen können Schiffe bis neun Meter Tiefgang anlegen, während im Tiefhafen Pampushamnen auf der Halbinsel Händelö die mittlere Wassertiefe bis 12,4 Meter beträgt und er somit auch für große Frachtschiffe ausgelegt ist. Betrieben wird der Hafen von Norrköpings Hamn och Stuveri AB und jedes Jahr landen hier etwa 1.300 Schiffe an. 2005 wurden 4.100.000 Tonnen Güter im Hafen umgeschlagen, gemäß einer 2005 durchgeführten Untersuchung ist der Hafen damit der zehntgrößte Schwedens.
Früher war es für Schiffe schwierig in den Hafen, Peter Rehder aus Lübeck hatte 1902 deren Hafen- und Fahrwasserpläne entworfen, von Norrköping zu gelangen, da der Motala ström kurz vor seiner Mündung in den Bråviken einen kräftigen Schwung um Händelö machte. Mit der Einweihung des Lindö-Kanals am 18. Juni 1962 unter Anwesenheit des Königs Gustav VI. Adolf war dieses Problem gelöst. Gleichzeitig entstand auf Händelö ein Ölhafen mit drei Pieren. Bis Herbst 2008 soll die wichtigste Fahrrinne von 60 auf 100 Meter verbreitert und auf mehr als 13,5 Meter vertieft werden.
Während im Inneren Hafen überwiegend Produkte für die Holzverarbeitung und -produktion sowie Kohle und Koks umgeschlagen werden, sind die äußeren Kaianlagen für den Containerumschlag und Erdölprodukte ausgelegt.

## Sport
Der Fußballverein IFK Norrköping zählt mit 13 nationalen Meisterschaften und sechs Siegen im schwedischen Pokalwettbewerb zu den erfolgreichsten Mannschaften des Landes. Diese Erfolge wurden überwiegend um das Jahr 1960 erzielt. Heute spielt der Verein in der ersten Liga, der Allsvenskan, und trägt seine Heimspiele in Norrköpings Idrottspark aus, der auch während der Fußball-Europameisterschaft 1992 als Spielstätte für drei Vorrundenspiele diente. Neben IFK Norrköping sind noch die Vereine IF Sylvia und IK Sleipner bekannte Fußballvereine.
Gegenwärtig ist nur ein weiterer Sportverein der Stadt erstklassig. Dies ist der Basketballclub Norrköping Dolphins, von dem sowohl die Herrenmannschaft als auch die Damenmannschaft in der jeweiligen ersten Ligen spielen.
Andere bekannte Vereine sind der Speedwayclub Vargarna und der Eishockeyclub IK Vita Hästen (beide 2. Liga).

## Söhne und Töchter der Stadt
- Nils Åberg (1888–1957), Archäologe
- Hannes Alfvén (1908–1995), Physiker und Nobelpreisträger
- Harry Andersson (1913–1996), Fußballspieler
- Åke Berg (* 1924), Diplomat
- Hans Björk (1925–2012), Diplomat
- Malvina Bråkenhielm (1853–1928), Schriftstellerin
- Linnéa Claeson (* 1992), schwedische Handballspielerin und Netzaktivistin
- Filip Dagerstål (* 1997), Fußballspieler
- Amy Diamond (* 1992), Sängerin
- August Franzén (1863–1938), schwedisch-amerikanischer Maler
- Kenny Grant (* 1982), schwedisch-US-amerikanischer Basketballtrainer und -spieler
- Tina Gustafsson (* 1962), Schwimmerin
- Curt Hartzell (1891–1975), Turner
- Kim Hellberg (* 1988), Fußballtrainer
- Claes Hellgren (* 1955), Handballspieler und -trainer
- Ivar Hellman (1891–1994), Komponist und Dirigent
- Emil Henriques (1883–1957), Regattasegler
- Thomas Aage Herz (1938–1995), Soziologe und Hochschullehrer
- Gunnar Höjer (1875–1936), Turner
- Jonas Jacobsson (* 1965), Sportschütze
- Ivar Johansson (1903–1979), Ringer
- Sven Johnson (1899–1986), Turner
- Tore Bertil Gottfrid Keller (1905–1988), Fußballspieler
- Ove Kindvall (1943–2025), Fußballspieler
- Magnus Krepper (* 1967), Schauspieler
- Iver Lawson (1879–1937), Radsportler
- Gus Lawson (1882–1913), Radsportler (Bruder von Iver Lawson)
- Lennart Arvid Lundberg (1863–1931), Pianist, Komponist und Musikpädagoge
- Mats Mikiver (* 1954), Radrennfahrer
- Ture Nerman (1886–1969), Politiker und Kommunist
- Sven-Gösta Neumann (1909–1985), Romanist und Hochschullehrer
- Christoffer Nyman (* 1992), Fußballspieler
- Gunilla Persson (* 1958), schwedisch-amerikanisches Model, Soap-Darstellerin und Sängerin
- Emil Roback (* 2003), schwedischer Fußballspieler
- Pierre Schori (* 1938), Politiker, Diplomat und Botschafter
- Tom Söderberg (* 1987), Fußballspieler
- Ivar Svensson (1893–1934), Fußballspieler
- Carl Swartz (1858–1926), Jurist, Unternehmer und Ministerpräsident von Schweden
- Olof Peter Swartz (1760–1818), Botaniker und Hochschullehrer
- Muamer Tanković (* 1995), Fußballspieler bosnischer Abstammung
- Jeffery Taylor (* 1989), Basketballspieler
- Jimmy Thörnfeldt (* 1976), Songwriter und Musikproduzent
- Tommy Tyrberg (* 1948), Ornithologe und Logistikingenieur
- Pernilla Wiberg (* 1970), Skirennläuferin
- Eric Zachrisson (* 1980), Eisschnellläufer

## Städtepartnerschaften
- Esslingen am Neckar, Baden-Württemberg
- Linz, Österreich
- Tampere, Finnland
- Trondheim, Norwegen
- Riga, Lettland
- Odense, Dänemark
- Klaksvík, Färöer
- Kópavogur, Island
- Udine, Italien

Die Zusammenarbeit mit den zwei norwegischen Ortschaften besteht seit den 1940er Jahren. Alle hier genannten nordischen Orte arbeiten auf der Basis einer „Nordischen Plattform“ verstärkt zusammen.